# Lista de episódios de Gotham
Gotham é uma série de televisão americana, desenvolvida por Bruno Heller, baseado em personagens da franquia do Batman, da DC Comics, principalmente em James Gordon e Bruce Wayne. A série estreou nos Estados Unidos em 22 de setembro de 2014, na rede de televisão FOX. A terceira temporada estreou em 19 de setembro de 2016 nos EUA, tendo seu último episódio lançado em 5 de junho de 2017. Recentemente o canal FOX confirmou a estreia da quarta temporada para o dia 28 de setembro de 2017.

## Resumo
| Temporada | Temporada | Episódios | Episódios | Originalmente exibido  | Originalmente exibido | Nielsen ratings | Nielsen ratings                |
| Temporada | Temporada | Episódios | Episódios | Estreia da temporada   | Final da temporada    | Rank            | Avg. espectadores (em milhões) |
| --------- | --------- | --------- | --------- | ---------------------- | --------------------- | --------------- | ------------------------------ |
|           | 1         | 22        | 22        | 22 de setembro de 2014 | 4 de maio de 2015     | 68              | 7.56                           |
|           | 2         | 22        | 22        | 21 de setembro de 2015 | 23 de maio de 2016    | 89              | 5.37                           |
|           | 3         | 22        | 22        | 19 de setembro de 2016 | 5 de junho de 2017    | 100             | 4.52                           |
|           | 4         | 22        | 22        | 21 de setembro de 2017 | 17 de maio de 2018    | 129             | 3.69                           |
|           | 5         | 12        | 12        | 3 de janeiro de 2019   | 25 de abril de 2019   | ASA             | ASA                            |

## Lista de Episódios

### 1ª Temporada (2014-2015)
| Nº de ep. (série) | Nº de ep. (temp.) | Título                                                                | Direção         | Roteiro              | Exibição original Exibição nacional           | Audiência nos E.U.A. (Em milhões) |
| --- | ----------------- | --------------------------------------------------------------------- | --------------- | -------------------- | --------------------------------------------- | --------------------------------- |
| 1 | 1                 | "Piloto" "Pilot"                                                      | Danny Cannon    | Bruno Heller         | 22 de setembro de 2014 29 de setembro de 2014 | 8.21                              |
| O detetive novato James Gordon (Ben McKenzie) e seu parceiro Harvey Bullock (Donal Logue) são chamados para o caso de assassinato de Thomas (Grayson McCouch) e Martha Wayne (Brette Taylor) que foi testemunhado por Selina Kyle (Camren Bicondova), uma menina órfã que mora nas ruas. Gordon conhece o filho de Wayne, Bruce (David Mazouz), e promete ao menino que achará o assassino. As investigações levam a um presidiário em liberdade condicional chamado Mario Pepper (Daniel Stewart Sherman), mas Bullock atira nele quando ele foge e ataca Gordon. Eles descobrem que Pepper foi incriminado, os levando à quadrilha de Fish Mooney (Jada Pinkett Smith), uma associada de Dom Carmine Falcone (John Doman). Mooney os prende, mas Falcone ordena que poupem suas vidas assim que chega. Em troca, Falcone manda Gordon matar Oswald Cobblepot (Robin Lord Taylor), um membro de baixo nível da gangue de Mooney e informante dos investigadores Renee Montoya (Victoria Cartagena) e Crispus Allen (Andrew Stewart Jones) da MCU (Unidade de grandes crimes) de Gotham. Gordon finge matar Cobblepot, mas pede para que nunca mais volte a Gotham. Gordon e Bullock são homenageados por resolver o assassinato dos Wayne, mas Gordon confessa a verdade a Bruce e seu mordomo, Alfred Pennyworth (Sean Pertwee). Quando Gordon sai, Selina é vista rondando a mansão Wayne. |                   |                                                                       |                 |                      |                                               |                                   |
| 2 | 2                 | "Selina Kyle" Selina Kyle"                                            | Danny Cannon    | Bruno Heller         | 29 de setembro de 2014                        | 7.45                              |
| O assassinato de um sem-teto leva Jim Gordon (Ben McKenzie) e Bullock (Donal Logue) a investigar casos recentes de raptos de crianças. Patti (Lili Taylor) e Doug (Frank Whaley) subordinados do Dr. Francis Dulmacher (Colm Feore), também conhecido como "Dollmaker", têm se passado como membros do "Programa do prefeito de alcance aos sem-tetos" para cometer os crimes. Enquanto isso, após sua morte falsa, Oswald Cobblepot (Robin Lord Taylor) se refugia em um trailer alugado, tramando seu retorno a Gotham. Após Patti e Doug escaparem e capturarem Morry Quillan (Wayne Duvall), o prefeito Aubrey James (Richard Kind) anuncia planos para ajudar as crianças sem teto de Gotham que, na verdade, quer dizer pega-las e envia-las para fora da cidade. Patti e Doug retornam e sequestram um dos ônibus das crianças de rua, incluindo Selina Kyle (Camren Bicondova). Depois de Bullock terminar o interrogatório com Quillan, Gordon consegue uma pista que leva ao "Transporte marítimo internacional Trident". Gordon e Bullock chegam e conseguem deter Patti e Doug. Enquanto Bruce (David Mazouz) tem planos para encontrar uma maneira de ajudar as crianças, Gordon se encontra com Selina que afirma estar assistindo ele durante as visitas ao Bruce e talvez possa ter alguma informação da pessoa que atirou nos Waynes. |                   |                                                                       |                 |                      |                                               |                                   |
| 3 | 3                 | "O homem dos balões" "The balloonman"                                 | Dermott Downs   | John Stephens        | 6 de outubro de 2014                          | 6.36                              |
| Gordon (Ben McKenzie) e Bullock (Donal Logue) investigam um vigilante que ataca cidadãos corruptos de Gotham apelidado de "Balloonman (Homem dos balões)", pois amarra suas vitímas em balões meteorológicos. Montoya (Victoria Cartagena) e Allen (Andrew Stewart Jones) perguntam a Gordon sobre Cobblepot (Robin Lord Taylor). Cobblepot retorna a Gotham procurando por vingança contra Mooney (Jada Pinkett Smith). Ele consegue um trabalho no restaurante de Dom Sal Maroni (David Zayas) e faz amizade com o próprio Maroni. Depois dos homens de Falcone (John Doman) ter agredido gravemente um garçom da boate de Mooney com quem ela está tendo um caso, Mooney trama para que a namorada de Falcone seja desfigurada em um assalto falso. Gordon descobre que o "Balloonman (Homem dos balões)" é um assistente social chamado Davis Lamond (Dan Bakkedahl) que se tornou o "Balloonman (Homem dos balões)" após policiais corruptos se recusarem a ajudar crianças de rua. Ele avisa a Gordon que mais vigilantes seguiram seu exemplo. Mais tarde em seu apartamento, Gordon recebe a visita surpresa de Cobblepot. |                   |                                                                       |                 |                      |                                               |                                   |
| 4 | 4                 | "Arkham" "Arkham"                                                     | T.J. Scott      | Ken Woodruff         | 13 de outubro de 2014                         | 6.39                              |
| Gordon (Ben McKenzie) descobre sobre o plano para Arkham quando vai visitar Bruce (David Mazouz), onde Alfred (Sean Pertwee) menciona que Falcone (John Doman) e o prefeito Aubrey James (Richard Kind) estão apoiando o projeto que vai melhorar o Distrito Arkham. Um assassino profissional sem nome (Hakeem Kae-Kazim) tem matado membros do conselho da cidade envolvidos com o "Projeto Arkham". Após um ataque ao restaurante de Maroni (David Zayas) por três homens mascarados, Cobblepot (Robin Lord Taylor) é promovido a gerente por Maroni por ter salvado uma sacola de dinheiro e o antigo ter morrido. Mooney (Jada Pinkett Smith) coloca duas cantoras, uma contra a outra, por um trabalho na boate e a vencedora acaba sendo Liza (Makenzie Leigh). O prefeito James faz uma conferencia sobre o "Projeto Arkham", anunciando que Falcone vai lidar com projetos de desenvolvimento de pequenas habitações e Maroni vai reformar o Asilo Arkham. Mais tarde, Cobblepot mata os três ladrões mascarados que roubaram o restaurante de Maroni que ao que parece tinha sido contratado para esse fim pelo próprio Cobblepot, os envenenado com cannoli. |                   |                                                                       |                 |                      |                                               |                                   |
| 5 | 5                 | "Viper" "Viper"                                                       | Tim Hunter      | Rebecca Perry Cutter | 20 de outubro de 2014                         | 6.09                              |
| Bruce (David Mazouz) planeja uma forma de falar com os membros do conselho da Wayne Indústrias para saber suas conexões ao "Projeto do Distrito Arkham". Uma nova droga chamada "Viper" (que é um protótipo do Veneno) esta atingindo as ruas, ela dá ao usuário super força, mas no final o mata. Maroni (David Zayas) planeja roubar um cassino de Falcone (John Doman) e Cobblepot (Robin Lord Taylor) revela seu passado. Gordon (Ben McKenzie) descobre que a "Viper" esta sendo distribuída em um evento de caridade feito por WellZyn e Wayne Indústrias. Stan Pololsky (Daniel London), um ex-funcionário da WellZyn, é exposto por Gordon. Mais tarde, Gordon e Bullock não encontram nada no Armazém 39. Mooney (Jada Pinkett Smith) planeja conspirar contra Falcone com seu amante e chefe da máfia russa, Nikolai (Jeremy Davidson). Liza (Makenzie Leigh), disfarçada, encontra Falcone no parque e compartilha sua música clássica. |                   |                                                                       |                 |                      |                                               |                                   |
| 6 | 6                 | "Espírito do bode" "Spirit of the goat"                               | T.J. Scott      | Ben Edlund           | 27 de outubro de 2014                         | 5.89                              |
| Dez anos atrás, um assassino mascarado se intitulando "Espírito do bode" sequestra uma primogênita da elite de Gotham. O sequestro da garota, chamada Shelley Lawson (Mariah Strongin), leva o jovem Bullock (Donal Logue) e seu parceiro Detetive Dix (Dan Hedaya) a tentar resgatá-la. Quando Lawson é encontrada morta, eles acham o assassino, Randall Milkie (Christopher James Baker), que afirma que "Randall Milkie está morto" e tenta atacar eles. Bullock atira em Milkie depois de Dix cair numa armadinha e acabar gravemente ferido. Dez anos depois, Bullock encontra a filha de Robert Hastings (Brian O'Neill), Amanda (Natalia Kiriya), assassinada por alguém com os mesmos motivos de Bode. Após a autópsia, Bullock vê uma moeda dentro do pescoço dela - marca registrada de Milkie - que só ele e Dix sabiam, o que significava que ele não era um impostor. Eles descobriram que a psicologa de Hastings, Dra. Marks (Susan Misner), havia hipnotizado Milkie e o atual assassino para que se tornassem o Bode, aterrorizando os ricos e corruptos de Gotham. O"assassino"de Cobblepot (Robin Lord Taylor) também é investigado, agora que Montoya (Victoria Cartagena) e Allen (Andrew Stewart Jones) finalmente acharam uma testemunha que estava próxima ao rio, Gordon (Ben McKenzie) é o principal suspeito. Quando eles tentam prender Gordon e Bullock, Cobblepot entra no Departamento de Policia, causando atrito entre Gordon e Bullock. |                   |                                                                       |                 |                      |                                               |                                   |
| 7 | 7                 | "Guarda-chuva do Pinguim" Penguin's umbrella"                         | Rob Bailey      | Bruno Heller         | 3 de novembro de 2014                         | 6.63                              |
| Gordon (Ben McKenzie) leva Barbara (Erin Richards) até a estação de ônibus pedindo para que ela saísse de Gotham. Cobblepot (Robin Lord Taylor) leva o capanga de confiança de Maroni (David Zayas), Frankie Carbone (Danny Mastrogiorgio), e outros dois capangas para o esconderijo de Nikolai (Jeremy Davidson), matando ele e Carbone. A crescente guerra das máfias é apaziguada com a negociação de terras entre as duas famílias de máfia. Bullock (Donal Logue) bêbado reavalia sua escolha de ajudar Gordon e os dois parceiros tentam prender o perfeito James (Richard Kind) e Falcone (John Doman), mas eles desistem quando descobrem que Falcone e seu capanga Victor Zsasz (Anthony Carrigan) estão com Barbara que voltou para tentar negociar com Falcone por Gordon. Mais tarde, enquanto Falcone cuida das suas galinhas, Cobblepot (Robin Lord Taylor) o visita e Falcone diz que esta tudo correndo como o Cobblepot havia previsto. Em flashbacks, na noite em que eles conheceram o Gordon, aparece que Cobblepot e Falcone haviam feito um acordo, que Falcone iria por Gordon na função de mata-lo, dando a ele uma chance de sobreviver, em troca, ele forçaria uma aliança com Maroni, espionando para Falcone. Cobblepot diz a Falcone que Mooney (Jada Pinkett Smith) e Nikolai estão conspirando contra ele. |                   |                                                                       |                 |                      |                                               |                                   |
| 8 | 8                 | "O máscara" "The mask"                                                | Paul Edwards    | John Stephens        | 10 de novembro de 2014                        | 6.35                              |
| Bruce (David Mazouz) volta a escola, mas tem problemas com alguns estudantes, incluindo Tommy Elliot (Cole Vallis), que zombou da morte dos pais dele. Então, ele pede a Alfred (Sean Pertwee) para ensina-lo a lutar, assim conseguiria se defender sozinho. Gordon (Ben McKenzie) e Bullock (Donal Logue) investigam Richard Sionis (Todd Stashwick) que está mantendo ilegalmente um clube de lutas, onde as vítimas são candidatos a sua empresa a "Sionis Investimentos". Enquanto isso, Liza (Makenzie Leigh) começa a hesitar quanto a sua lealdade a Mooney (Jada Pinkett Smith) quando descobre que o plano da Mooney é matar Falcone (John Doman), mas Mooney a pressiona para roubar o livro-razão no escritório de Falcone que será usado para incriminar ele. Quando Gordon é pego no local do clube de luta, Bullock pede a ajuda do GCPD "(Departamento de polícia de Gotham City)" para encontrar Gordon. Após o "Máscara" e os outros envolvidos com o clube de lutas são presos, Gordon é informado pelo Detetive Alvarez (J.W. Cortes) que Selina (Camren Bicondova) foi apreendida após roubar uma loja de roupas. |                   |                                                                       |                 |                      |                                               |                                   |
| 9 | 9                 | "Harvey Dent" Harvey Dent"                                            | Karen Gaviola   | Ken Woodruff         | 17 de novembro de 2014                        | 6.49                              |
| Gordon (Ben McKenzie) deixa Selina (Camren Bicondova) na Mansão Wayne para sua própria segurança. Durante o transporte de prisioneiros da "Penitenciária Blackgate" para o "Hospital psiquiátrico São Mark", um fabricante de bombas louco, Ian Hargrove (Leslie Odom, Jr.), é levado pela máfia russa que está trabalhando contra Falcone (John Doman) depois da morte de Nikolai (Jeremy Davidson). Gordon se reúne com Harvey Dent (Nicholas D'Agosto) que suspeita que o magnata Dick Lovecraft (Al Sapienza) pode estar por trás do assassinato dos Wayne. Quando Gordon e Bullock (Donal Logue) encontram Hargrove numa fabrica de metal abandonada, eles são emboscados pela máfia russa que fogem com Hargrove. Manipulado por Fish Mooney (Jada Pinkett Smith), o novo chefe dos russos, Gregor Kasyanov (Steve Cirbus), e seus capangas tem como alvo o esconderijo de dinheiro do Falcone, mas quando a policia os confronta, o caminhão explode com uma bomba controlada a distância por Butch Gilzean (Drew Powell). Cobblepot (Robin Lord Taylor) visita Liza (Makenzie Leigh) no seu apartamento e diz que sabe que ela é uma espiã da Fish e que não contará a Falcone. Em uma coletiva de imprensa, o prefeito James (Richard Kind) afirma que o Asilo Arkham vai ser reaberto como prisão de criminosos loucos, incluindo Ian Hargrove. Mais tarde naquela noite, Gordon deixa uma mensagem no telefone de Barbara (Erin Richards) sem saber que ela voltou a dormir com Renee Montoya (Victoria Cartagena). |                   |                                                                       |                 |                      |                                               |                                   |
| 10 | 10                | "Lovecraft" "Lovecraft"                                               | Guy Ferland     | Rebecca Dameron      | 24 de novembro de 2014                        | 6.05                              |
| Assassinos liderados por Larissa Diaz (Lesley-Ann Brandt) , também conhecida por Cobra Venenosa, entram na Mansão Wayne, mas Alfred (Sean Pertwee) os confronta, permitindo que Bruce (David Mazouz) e Selina (Camren Bicondova) escapem. Alfred procura Gordon (Ben McKenzie) e Bullock (Donal Logue) para ajudar encontrar as crianças. Cobblepot (Robin Lord Taylor) diz a Falcone (John Doman) que há um espião trabalhando para Mooney (Jada Pinkett Smith). Dent (Nicholas D'Agosto) suspeita que Dick Lovecraft (Al Sapienza) contratou os assassinos. Enquanto isso, Falcone mata um gangster irlandês por falhar na guarda do arsenal, e aumenta a taxa a ser paga para todos os líderes de gangues e mafiosos. Selina diz a Bruce que os assassinos estavam atrás dela, não dele e o leva a uma área obscura usada como Shopping para as crianças de rua. Eles encontram Ivy Pepper (Clare Foley), a filha de Mario Pepper (Daniel Stewart Sherman), que diz a Selina que seu negociante de coisas roubadas, Clyde (Devin Harjes), estava trabalhando no Narrows. Gordon encontra Lovecraft que alega que as pessoas que estão atrás da Selina estão atrás dele também, e dá a Gordon alguns arquivos sobre as ações da Wayne Indústrias. Os dois são atacados pela mesma assassina que mata Lovecraft e deixa Gordon inconsciente. Bruce e Selina vão até Clyde, mas são roubados pelos seus ajudantes. Os assassinos chegam para pegar Selina, mas Bullock e Alfred chegam. Cobra Venenosa persegue Bruce perguntando onde Selina esta. Clyde e os envolvidos são presos. Após o"suicídio"de Lovecraft, o prefeito James (Richard Kind) designa Gordon ao Asilo Arkham. Selina beija Bruce. |                   |                                                                       |                 |                      |                                               |                                   |
| 11 | 11                | "Galeria de vilões" "Rogue's Gallery"                                 | Oz Scott        | Sue Chung            | 5 de janeiro de 2015                          | 7.06                              |
| Depois da morte de Dick Lovecraft (Al Sapienza), Gordon (Ben McKenzie) foi resignado ao serviço de guarda no Asilo Arkham sob o comando do diretor do asilo, Dr. Gerry Lang (Isiah Whitlock, Jr.). Durante sua primeira semana, ele investiga uma serie de ataques a prisioneiros com a ajuda da Dra. Leslie Thompkins (Morena Baccarin). Enquanto isso, Mooney (Jada Pinkett Smith) discute seu plano de derrubar Falcone (John Doman) com o sub-chefe, Jimmy Saviano (John Enos III). Saviano acha que ele deve ser o novo chefe, mas Mooney tem certeza que é a melhor candidata. Cobblepot (Robin Lord Taylor) é preso pela policia por tentar extorquir alguns pescadores que já tinham pagado pela proteção de Sal Maroni (David Zayas). Gordon, Bullock (Donal Logue) e Essen (Zabryna Guevara) descobrem que a pessoa que esta atacando os prisioneiros era Jack Gruber (Christopher Heyerdahl) que consegue escapar do Asilo Arkham com seu comparsa Aaron Danzing (Kevin McCormick) após matar vários guardas e o Dr. Lang. Cobblepot finalmente é socorrido por Maroni que o mandou para prisão para ensinar a Cobblepot uma lição sobre o excesso de confiança. Saviano tenta convencer Butch Gilzean (Drew Powell) a renunciar a Mooney e se juntar a ele, mas ao invés disso, Butch mata Saviano. |                   |                                                                       |                 |                      |                                               |                                   |
| 12 | 12                | "O que o passarinho disse a ele" "What the little bird told him"      | Eagle Egilsson  | Ben Edlund           | 19 de janeiro de 2015                         | 6.50                              |
| Jack Gruber (Christopher Heyerdahl) e Aaron Danzing (Kevin McCormick) fogem do Asilo Arkham e causam agitação em Gotham. Gordon (Ben McKenzie) promete ao Comissário Gillian Loeb (Peter Scolari) que vai prender Gruber em 24 horas, e então, terá seu cargo como detetive novamente. Edward Nygma (Cory Michael Smith) diz a Gordon e Bullock (Donal Logue) que Jack Gruber é um nome falso para Jack Buchinsky, um ex-ladrão de banco da máfia que foi traído por Salvatore Maroni (David Zayas). Fish Mooney (Jada Pinkett Smith) faz uma jogada contra Falcone (John Doman) e"sequestra"Liza (Makenzie Leigh). Gordon e Bullock colocam Maroni sob custódia para usar como uma isca para atrair Buchinsky para o Departamento de polícia. Falcone descobre que Mooney está por trás do sequestro de Liza e oferece um acordo. Falcone deve entregar seu posto para Mooney, em troca da oportunidade dele e Liza irem para a Itália. Buchinsky ataca o Departamento de polícia procurando por Maroni. Gordon, protegido por botas de borracha fornecidas por Nygma, é imune ao ataque inicial e impede a bomba de Buchinsky. Antes de Falcone seguir em frente com o acordo, Cobblepot (Robin Lord Taylor) conta que Liza sempre trabalhou para Mooney. Falcone confronta Mooney e Liza na antiga boate e estrangula Liza até a morte. Victor Zsasz (Anthony Carrigan) e vários mercenários trabalhando para Falcone fazem Mooney e Butch (Drew Powell) prisioneiros, enquanto Falcone dá a Cobblepot uma change de zombar com sua antiga chefe, de como ele herdou sua boate, como também o resto de sua gangue. Como o prometido no acordo, Gordon é reintegrado a detetive. |                   |                                                                       |                 |                      |                                               |                                   |
| 13 | 13                | "Bem-vindo de volta, Jim Gordon" "Welcome Back, Jim Gordon"           | Wendey Stanzler | Megan Mostyn-Brown   | 26 de janeiro de 2015                         | 6.04                              |
| Em um lugar desconhecido, Fish Mooney (Jada Pinkett Smith) é amarrada em uma maca onde o especialista em tortura de Falcone (John Doman), Bob (Michael Eklund), é encarregado de cuidar de Fish. Bullock (Donal Logue) apresenta Gordon (Ben McKenzie) para Arnold Flass (Dash Mihok). Os três encontram um zelador noturno chamado Leon Winkler (Willie C. Carpenter) que foi testemunha de um homicídio em público. No Departamento de polícia, Winkler é assassinado por uma pessoa misteriosa. Edward Nygma (Cory Michael Smith) afirma que a arma do crime foi um picador de gelo. Gordon suspeita que um policial esta por trás do crime, mas Sarah Essen (Zabryna Guevara) diz para ele não tomar nenhuma ação sem a permissão dela. Após voltar da Suíça, Bruce Wayne (David Mazouz) e Alfred Pennyworth (Sean Pertwee) encontram Ivy Pepper (Clare Foley) dizendo ter uma mensagem de Selina (Camren Bicondova). Gilzean (Drew Powell) consegue escapar e bate em Bob, e então, liberta Fish Mooney. Nos arquivos, Flass zomba por Nygma ter uma queda por Kristen Kringle (Chelsea Spack). Gordon visita Cobblepot (Robin Lord Taylor) na boate e conhece a mãe dele, Gertrud (Carol Kane). Gordon pergunta a Cobblepot se ele tem alguma informação sobre Flass. Victor Zsasz (Anthony Carrigan) encontra Bob e mata ele antes de informar a Falcone (John Doman) que Mooney fugiu. Selina visita Bruce e ele dá a ela um globo de neve. Selina pede para que Bruce se distancie dela, e agora afirma que não viu o rosto do homem que matou os pais dele. Gordon encontra provas que expõem Flass envolvido na morte de Winkler e Flass é preso. Mooney sai da cidade para se esconder, mas promete vingança contra Cobblepot. |                   |                                                                       |                 |                      |                                               |                                   |
| 14 | 14                | "O temível Dr. Crane" "The fearsome Dr. Crane"                        | John Behring    | John Stephens        | 2 de fevereiro de 2015                        | 5.79                              |
| Gordon (Ben McKenzie) e Bullock (Donal Logue) investigam um serial killer que está atacando membros de um grupo de apoio para pessoas com grandes medos e extraindo suas glândulas adrenais. Ele usa os maiores medos dessas pessoas contra eles e então os ataca. Após um breve encontro com Selina Kyle (Camren Bicondova), Gordon visita Bruce (David Mazouz) - que sabe sobre o falso testemunho de Selina sobre a identidade do assassino dos pais dele - que absolve Gordon da sua promessa. Gordon e Bullock descobrem que o serial killer é Gerald Crane (Julian Sands), o pai de Jonathan Crane (Charlie Tahan), e vinha sendo chamado de "Todd" pelos membros do grupo que ele também participava. Eles conseguiram salvar uma das vítimas, mas Crane escapa. Enquanto isso, Maroni (David Zayas) descobre por meio de Fish Mooney (Jada Pinkett Smith) que Cobblepot (Robin Lord Taylor) tem trabalhado contra ele. Maroni leva Cobblepot para sua cabana no norte do Estado, mas Cobblepot tenta mata-lo e foge, Maroni irritadíssimo volta a Gotham em um ônibus de igreja. No GCPD "(Departamento de polícia de Gotham City)", após Guerra ter sido suspenso - por guardar partes de corpos - por Sarah Essen (Zabryna Guevara), Gordon informa Dra. Leslie Thompkins (Morena Baccarin) (com quem está saindo agora) que o cargo de médico legista do GCPD "(Departamento de polícia de Gotham City)" está aberto. Mooney tenta sair de Gotham de barco, mas o barco é atacado por mercenários. |                   |                                                                       |                 |                      |                                               |                                   |
| 15 | 15                | "O Espantalho" "The Scarecrow"                                        | Nick Copus      | Ken Woodruff         | 9 de fevereiro de 2015                        | 5.63                              |
| Quando Gerald Crane (Julian Sands) faz outra vítima, Gordon (Ben McKenzie) e Bullock (Donal Logue) investigam seu passado e descobrem que ele era um professor de biologia, cuja mulher morreu em um incêndio que ele estava muito assustado para salvá-la. Acreditando que o medo humano é uma falha, ele colhia as glândulas adrenais para usá-las para criar um soro do medo, que faria as pessoas superar seus piores medos. Enquanto isso, Fish Mooney (Jada Pinkett Smith) é raptada por mercenários e levada a uma prisão. Bruce (David Mazouz) sai para uma caminhada perigosa sozinho. Falcone (John Doman) diz a Cobblepot (Robin Lord Taylor) para reformar a boate de Mooney para a sua preferencia, antes de falar com Maroni (David Zayas) sobre ele - Maroni concorda em deixar Cobblepot vivo, em troca de outro favor. Gordon e Bullock encontram Crane em sua casa e após injetar em seu filho, Jonathan Crane (Charlie Tahan), o soro do medo, ele é morto em uma briga com arma. Então, Jonathan é levado ao hospital. Mooney mata o líder dos prisioneiros, Mace (Babs Olusanmokun), e então, toma seu lugar. Mais tarde, ela descobre que os prisioneiros são capturados por causa dos órgãos. Na abertura da boate de Cobblepot (Oswald's), Maroni chega com seus capangas e promete a Cobblepot que assim que Falcone morrer, ele o mata. No hospital, o doutor diz a Gordon que devido a quantidade de soro injetado no Jonathan, talvez ele nunca pare de ver seu maior medo, que no seu caso são espantalhos. |                   |                                                                       |                 |                      |                                               |                                   |
| 16 | 16                | "O vidente cego" "The blind fortune teller"                           | Jeffrey Hunt    | Bruno Heller         | 16 de fevereiro de 2015                       | 5.63                              |
| Barbara (Erin Richards) volta a Gotham e descobre que Ivy Pepper (Clare Foley) e Selina (Camren Bicondova) estão em seu apartamento. Em outro lugar, Mooney (Jada Pinkett Smith) planeja se salvar e os outros prisioneiros, quando eles descobrem que foram sequestrados para que seus órgãos sejam colhidos. Quando uma dançarina com cobra do "Circo Haly" é assassinada, Gordon (Ben McKenzie) e Leslie (Morena Baccarin) investigam os suspeitos - os Graysons Voadores e os Lloyds. Um vidente chamado Paul Cicero (Mark Margolis) aborda Gordon dizendo ter recebido uma mensagem da dançarina morta. Gordon é cético e acha que o vidente está encobrindo o assassino. Gordon acusa o filho da dançarina, Jerome (Cameron Monaghan), de cometer o crime, e diz a ele que Cicero é seu pai biológico. Jerome começa a rir e admite ter matado a mãe por ser uma "Prostituta irritante e bêbada". Quando os clientes começam a diminuir na boate recém-obtida de Cobblepot (Robin Lord Taylor), Victor Zsasz (Anthony Carrigan) dá a Cobblepot um Butch Gilzean (Drew Powell) torturado e completamente mudado, Zsasz diz que ele é experiente quando se trata de manter boates e que tem "trabalhado nele" por dias. Barbara, com os conselhos de Ivy Pepper e Selina, tenta voltar com Gordon, mas muda de ideia quando vê ele beijando Leslie. Bruce (David Mazouz) faz uma reunião com o conselho da Wayne Indústrias e manifesta preocupação de que os executivos da empresa estão envolvidos com a máfia. John Grayson (Rob Gorrie) e Mary Lloyd (Abbi Snee) ficam noivos depois que a disputa entre as duas famílias é resolvida. Mooney diz ao comandante dos sequestradores na prisão chamado Thomas Schmidt (Elliot Villar) que ela queria ter uma reunião com o chefe. |                   |                                                                       |                 |                      |                                               |                                   |
| 17 | 17                | "O capuz vermelho" "Red hood"                                         | Nathan Hope     | Danny Cannon         | 23 de fevereiro de 2015                       | 6.53                              |
| Um grupo de assaltantes de banco, após roubar um banco, jogam um pouco de dinheiro na multidão para garantir sua fuga. Gordon (Ben McKenzie) e Bullock (Donal Logue) descobrem um membro do grupo chamado Gus Floyd (Michael Goldsmith) que se intitula o "Capuz vermelho", mas o encontram morto no esconderijo. Após outro roubo liderado por Carl Destro (Jonny Coyne), que tomou a posição, a máscara e a marca registrada do "Capuz vermelho", Gordon e Bullock encontram ele em sua casa, mas já estava ferido. Com a informação dada por Destro, a polícia encontra e desarma o restante da gangue (Trope (Peter Brensinger), Haskins (Peter Albrink) e Regan (Kevin T. Collins)) em um tiroteio. Enquanto isso, Cobblepot (Robin Lord Taylor) tenta encontrar uma forma de conter as ações Maroni (David Zayas) contra sua boate, mas Butch (Drew Powell) usa alguns policiais para apreender a carga de Maroni. Fish Mooney (Jada Pinkett Smith) descobre que a instalação onde ela é mantida é do "Dollmaker". Quando seu gerente (Jeffrey Combs) tenta pegar o olho dela para fins comerciais, ela remove sozinha e o destrói. Um velho camarada de Alfred (Sean Pertwee), Reginald Payne (David O'Hara), o visita na Mansão Wayne e fica durante a noite. No dia seguinte, contudo, ele rouba alguns dos arquivos de Bruce (David Mazouz), esfaqueia Alfred para sair e conta ao conselho de diretores da Wayne Indústrias. |                   |                                                                       |                 |                      |                                               |                                   |
| 18 | 18                | "Todo mundo tem um Cobblepot" "Everyone has a Cobblepot"              | Bill Eagles     | Megan Mostyn-Brown   | 2 de março de 2015                            | 6.10                              |
| Gordon (Ben McKenzie) e Harvey Dent (Nicholas D'Agosto) investigam a súbita liberdade e reintegração de Arnold Flass (Dash Mihok) pelo Comissionário Loeb (Peter Scolari). Bullock (Donal Logue) revela que Loeb tem coletado informações dos policiais que já tenham cometido assassinato para a máfia, dos quais ele usa para controlar e chantagear eles; no caso de Bullock, Loeb o obrigou a dar uma falsa confissão de que forneceu evidências ilegítimas contra Flass. Investigando um escritório de apostas da tríade e interrogando ex-parceiros de Loeb, Gordon descobriu que Loeb tem ligação com Falcone (John Doman). Com a ajuda de Oswald Cobblepot (Robin Lord Taylor), Gordon e Bullock investigam uma fazenda de Loeb, onde acham a filha psicótica de Loeb, Miriam (Nicholle Tom), sendo mantida no sótão. Após Miriam confessar o assassinato da mãe, Gordon usa essa informação para terminar com a chantagem de Loeb sobre Bullock. Enquanto isso, Mooney (Jada Pinkett Smith) finalmente conhece o "Dollmaker" (Colm Feore) que a coloca um novo olho azul e a permite provar seu potencial se tornando a mão direita dele. Mais tarde, Mooney descobre, para seu desgosto, que a instalação da prisão é situada em uma ilha isolada. |                   |                                                                       |                 |                      |                                               |                                   |
| 19 | 19                | "Feras de rapina" "Beasts of prey"                                    | Eagle Egilsson  | Ken Woodruff         | 13 de abril de 2015                           | 4.50                              |
| Apesar dos avisos de Gordon (Ben McKenzie), Bruce (David Mazouz) ainda vai atrás de Reginald Payne (David O'Hara) com a ajuda de Selina (Camren Bicondova). Payne confessa que foi contratado pelo conselho de diretores da Wayne Indústrias. Quando Payne ameaça contar ao conselho que Bruce sabe, Bruce faz um movimento para empurrar Payne pela janela, mas hesita em mata-lo, contudo, Selina empurra. Gordon e Bullock (Donal Logue) investigam um caso de assassinato a sangue frio. Após Nygma (Cory Michael Smith) descobrir uma pintura de um coração partido como evidência chave, Bullock percebe que um serial killer chamado "O Ogro" (Milo Ventimiglia) está por trás do assassinato. Bullock afirma que todos que investigaram "O Ogro" perderam uma pessoa a quem amava. Em flashbacks de uma garota que foi vítima do serial killer revela os motivos dele e porque ele as mantinha prisioneiras durante algum tempo, até que ele percebia que ela não era a garota certa para seus desejos, e então, ele as matava. Enquanto isso, Oswald Cobblepot (Robin Lord Taylor) conversa com um dono de bar (Alaska McFadden) para fazer negócios, mas sua verdadeira intenção é matar Maroni (David Zayas) no bar. Mooney (Jada Pinkett Smith) consegue escapar com o resto dos prisioneiros da ilha de "Dollmaker" (Colm Feore), mas leva um tiro durante a fuga. É revelado que o Comissionário Loeb (Peter Scolari) armou para que Gordon pegasse esse caso, mas Gordon ainda vai atrás do assassino e ameaça Loeb dizendo que ele será o próximo. |                   |                                                                       |                 |                      |                                               |                                   |
| 20 | 20                | "Sob a faca" "Under the knife"                                        | T.J. Scott      | John Stephens        | 20 de abril de 2015                           | 4.44                              |
| "O Ogro" (Milo Ventimiglia) liga para Gordon (Ben McKenzie) e ameaça matar alguém que ele ama se Gordon não parar a investigação. Gordon e Bullock (Donal Logue) investigam a primeira vítima do assassino. Após o incidente de Payne (David O'Hara), Bruce (David Mazouz) e Selina (Camren Bicondova) comparecem ao baile de caridade da Wayne Indústrias com Barbara (Erin Richards), onde Selina rouba as chaves de Sid Bunderslaw (Michael Potts), um dos diretores que mandou Payne a mansão Wayne. Oswald Cobblepot (Robin Lord Taylor) se alia com o assassino profissional O'Connor (Clark Carmichael) com esperança de matar Maroni (David Zayas), mas Maroni visita Cobblepot a boate onde ele revela para a mãe de Cobblepot que ele é um assassino. Cobblepot jura a Maroni que ele pagará por isso. Nygma (Cory Michael Smith) tenta proteger Kristen Kringle (Chelsea Spack) do seu namorado Tom Dougherty (Zachary Spicer), mas vai longe demais e o esfaqueia várias vezes e tem um surto psicótico. Gordon, Bullock e Essen (Zabryna Guevara) identificam o assassino como Jason Skolimski, o filho do mordomo de Constance van Groot, Jakob Skolimski (Daniel Davis), que usava o sobrenome van Groot, mas foi rejeitado por sua mãe adotiva Constance. Por isso, ele mudou seu rosto e identidade em um hospital local, onde encontrou sua primeira vítima. Para seu desespero, Gordon percebeu que o "Ogro" sabia sobre a galeria de caridade que Gordon visitou a algum tempo atrás com Barbara, sendo assim, o alvo dele era ela. Após descobrir por Selina que Barbara não estava, Gordon tenta achá-la. No apartamento dele, o "Ogro" mostra a Barbara seu covil onde prende suas vítimas. |                   |                                                                       |                 |                      |                                               |                                   |
| 21 | 21                | "A bigorna ou o martelo" "The anvil or the hammer"                    | Paul Edwards    | Jordan Harper        | 27 de abril de 2015                           | 4.58                              |
| Logo após Jason "Ogro" Lennon (Milo Ventimiglia) revelar suas verdadeiras intenções com Barbara (Erin Richards) e a mantendo em cativeiro, ele diz a ela, com uma faca apontada, para escolher sua próxima vítima. Durante a investigação no Clube Foxglove, Gordon (Ben McKenzie) e Bullock (Donal Logue) localizam o apartamento do "Ogro", mas ele e Barbara já tinham saído para a mansão dos pais dela, onde Jason mata os dois. Nygma (Cory Michael Smith) desfaz o corpo do policial Dougherty (Zachary Spicer) no laboratório forense do GCPD (Departamento de polícia de Gotham City) e escreve uma carta, como se fosse Dougherty, dizendo que saiu da cidade. Bruce (David Mazouz) entra no escritório de Bunderslaw (Michael Potts) na Wayne Indústrias e abre o cofre, mas está vazio. Bunderslaw chega e revela que estava esperando por Bruce, e que tirou os documentos incriminadores. Ele confessa a Bruce que seu pai e seu avô sabiam sobre as atividades ilegais da empresa, mas decidiram manter o silêncio. E então, Bunderslaw manda Lucius Fox (Chris Chalk) levar Bruce até o elevador. Lucius, discretamente, fala a Bruce que apesar de seu pai saber sobre as atividades ilegais, ele não as aprovava. A tentativa de assassinato de O'Connor (Clark Carmichael) é revelada sendo uma armadilha de Oswald Cobblepot (Robin Lord Taylor) para começar uma guerra entre Falcone (John Doman) e Maroni (David Zayas). Gordon e Bullock chegam na mansão dos pais de Barbara e os encontram mortos. Após uma difícil luta com Gordon, o "Ogro" segura Barbara com uma faca apontada para ela, mas Bullock o distraí e Gordon atira nele. Mais tarde, Gordon diz a Leslie (Morena Baccarin) que não ama mais a Barbara. Consumido pela culpa, Bruce confessa o assassinato de Payne (David O'Hara) por ele e Selina (Camren Bicondova) a Alfred (Sean Pertwee), e sua visita ao escritório de Bunderslaw. Após Alfred dizer a Bruce que seu pai era um homem bom, Bruce afirma que até homens bons tem segredos sombrios. Vários crimes e assassinatos cometidos por Maroni e seus capangas alertam a Capitã Essen (Zabryna Guevara) que chama todos os policiais do GCPD (Departamento de polícia de Gotham City) para dizer que continuem com o trabalho, pois uma guerra de gangues esta chegando. |                   |                                                                       |                 |                      |                                               |                                   |
| 22 | 22                | "Todas as famílias felizes são iguais" "All happy families are alike" | Danny Cannon    | Bruno Heller         | 4 de maio de 2015                             | 4.93                              |
| A guerra entre as máfias de Falcone (John Doman) e Maroni (David Zayas) se agrava. Barbara (Erin Richards), após a morte do "Ogro" (Milo Ventimiglia), passa por um aconselhamento pós-trauma com Leslie (Morena Baccarin). Quando Falcone é hospitalizado após uma emboscada, Cobblepot (Robin Lord Taylor) e Butch (Drew Powell) chegam para mata-lo, mas o plano dele é detido por Gordon (Ben McKenzie). Com a ajuda de Bullock (Donal Logue), Gordon consegue tirar Falcone, Cobblepot e Butch para longe dos homens de Maroni (David Zayas) e os leva para uma casa, onde a nova gangue de Fish Mooney (Jada Pinkett Smith) (com Selina Kyle (Camren Bicondova) entre os recrutas) os sequestra. Mooney faz um acordo com Maroni pela morte de Falcone, mas Maroni foi desrespeitoso com ela a levando atirar na cabeça dele. Os homens de Maroni e a gangue de Mooney começam a lutar, enquanto Gordon, Bullock, Falcone e Cobblepot se soltam, mas Selina e alguns da gangue de Mooney os recapturam. Cobblepot chega com uma metralhadora e persegue Mooney, enquanto Gordon e Bullock com Falcone escapam. Cobblepot, Mooney e Butch correm para o telhado, onde a luta leva a Mooney caindo do telhado na água. Durante esse tempo, Barbara tenta matar Leslie, forçando com que Leslie se defendesse e a neutralizando, assim que Gordon, Bullock e Falcone chegam. Kristen Kringle (Chelsea Spack) confronta Nygma (Cory Michael Smith) sobre o desaparecimento de Dougherty (Zachary Spicer) que Nygma diz não saber de nada, o que o leva a um tipo de surto psicótico. Achando que seu pai levou uma vida secreta e procurando por uma pista disso no escritório, Bruce Wayne (David Mazouz) encontra um dispositivo em um dos livros que revela a uma escada secreta atrás da lareira. |                   |                                                                       |                 |                      |                                               |                                   |

### 2ª Temporada (2015-2016)
| Nº de ep. (série) | Nº de ep. (temp.)                          | Título                                                        | Direção                                    | Roteiro                                    | Exibição original Exibição nacional           | Audiência nos E.U.A. (Em milhões)          |
| "Ascensão dos vilões" Rise of the villains | "Ascensão dos vilões" Rise of the villains | "Ascensão dos vilões" Rise of the villains                    | "Ascensão dos vilões" Rise of the villains | "Ascensão dos vilões" Rise of the villains | "Ascensão dos vilões" Rise of the villains    | "Ascensão dos vilões" Rise of the villains |
| --- | ------------------------------------------ | ------------------------------------------------------------- | ------------------------------------------ | ------------------------------------------ | --------------------------------------------- | ------------------------------------------ |
| 23 | 1                                          | "Dane-se se você faz ..." "Damned if you do..."               | Danny Cannon                               | Bruno Heller                               | 21 de setembro de 2015 28 de setembro de 2015 | 4.57                                       |
| Gordon (Ben McKenzie) é demitido pelo Comissionário Loeb (Peter Scolari) por causa da sua participação na fuga de Carmine Falcone (John Doman) no episódio anterior, enquanto Bullock (Donal Logue) se demite da polícia. Ainda determinado a limpar a corrupção do Departamento de Polícia, Gordon faz um acordo com Cobblepot (Robin Lord Taylor), que é o novo chefe do crime organizado em Gotham. Cobblepot força Loeb a reintegrar Gordon como detetive e renunciar como comissário, sendo substituído por Essen (Zabryna Guevara), após Gordon fazer a Cobblepot um favor coletando uma dívida e acabar matando um dono de uma boate de strip que devia a Falcone. Enquanto isso, vários presos do Asilo Arkham, incluindo Barbara Kean (Erin Richards), Jerome Valeska (Cameron Monaghan), Arnold Dobkins (Will Brill), Richard Sionis (Todd Stashwick) e Robert Greenwood (Dustin Ybarra) escapam do Asilo Arkham com a ajuda da mente criminosa de Theo Galavan (James Frain) e sua irmã, Tabitha Galavan (Jessica Lucas), que invade o Asilo Arkham. Eles concordam em juntar suas forças com Theo para criar o caos em Gotham, exceto Sionis, que é assassinado por recusar. Bruce (David Mazouz) e Alfred (Sean Pertwee) descobrem uma sala secreta no final da escadaria, contendo uma mensagem de Thomas Wayne (Grayson McCouch) aconselhando Bruce a escolher felicidade, ao invés da verdade, a menos que sinta o verdadeiro chamado, já que as verdades no escritório de Thomas poderia mudar sua vida para sempre. |                                            |                                                               |                                            |                                            |                                               |                                            |
| 24 | 2                                          | "Toc, toc" "Knock, knock"                                     | Rob Bailey                                 | Ken Woodruff                               | 28 de setembro de 2015 5 de outubro de 2015   | 4.65                                       |
| Bruce Wayne (David Mazouz) tenta ligar o computador do seu pai, mas Alfred (Sean Pertwee) quebra o computador antes que ele consiga ligar, dizendo que esta fazendo isso para proteger Bruce da verdade. Bruce demite Alfred, mas muda de ideia quando Alfred concorda em treiná-lo fisicamente para, então, encontrar o assassino dos pais dele. Alfred pede ajuda de Lucius Fox (Chris Chalk) para concertar o computador e ajudar com a missão de Bruce. Theo Galavan (James Frain) sequestra o prefeito e coloca Jerome (Cameron Monaghan) no comando dos outros fugitivos do Asilo Arkham, que agora se chamam os "Maniax (Maníacos)". Os fugitivos começam uma onda de assassinatos em busca de publicidade, que faz parte de um elaborado plano de Theo. Os "Maniax (Maníacos)" se infiltram na delegacia e neutralizam o GCPD (Departamento de polícia de Gotham City), e matam quase todo mundo no prédio, incluindo a Comissionária Essen (Zabryna Guevara). Nygma (Cory Michael Smith) é ferido salvando Kristen Kringle (Chelsea Spack) durante o massacre. Após o massacre, Harvey Bullock (Donal Logue) se reúne com o GCPD (Departamento de polícia de Gotham City) para por um fim no reinado de terror dos "Maniax (Maníacos)", apesar de sua noiva ser contra. |                                            |                                                               |                                            |                                            |                                               |                                            |
| 25 | 3                                          | "A última risada" "The last laugh"                            | Eagle Egilsson                             | John Stephens                              | 5 de outubro de 2015 12 de outubro de 2015    | 4.33                                       |
| Com o GCPD "(Departamento de polícia de Gotham City)" ainda se recuperando do massacre cometido pelos "Maniax (Maníacos)", Gordon (Ben McKenzie) e Bullock (Donal Logue) começam as buscas por Jerome (Cameron Monaghan). Eles decidem ir até a casa do pai de Jerome, Paul Cicero (Mark Margolis). Eles chegam logo após Paul ser assassinado pelo Jerome, mas Jerome consegue escapar. Em outro lugar, Theo Galavan (James Frain) revela o próximo passo do seu plano e Barbara Kean (Erin Richards) tem um encontro romântico com Tabitha (Jessica Lucas). Theo afirma que sua família construiu Gotham e que ele vai se vigar daqueles que roubaram o crédito por ter feito isso. Enquanto o plano segue em frente, Theo comparece a um evento de caridade em que Alfred (Sean Pertwee), Bruce (David Mazouz) e Leslie Tompkins (Morena Baccarin) também compareceram. Apesar dos esforços de Gordon, Jerome e Barbara fazem reféns os convidados do evento, seguindo o plano de Theo com o assassinato do vice-prefeito Harrison Kane (Norm Lewis). Antes que Jerome matasse Bruce, Theo tenta agir como se estivesse detendo Jerome, com o objetivo de parecer um herói, e o esfaqueia no pescoço, completando seu plano. Mais tarde, vários cidadãos de Gotham assistem ao atos de Jerome na televisão e começam a ter surtos mentais. Na cobertura de Theo, ele é beijado por Barbara e Tabitha vê em segredo com ciumes. Bullock faz uma visita a Pinguim (Robin Lord Taylor), ameaçando que se ele pedir mais um favor a Gordon ele vai acabar com Pinguim. |                                            |                                                               |                                            |                                            |                                               |                                            |
| 26 | 4                                          | "Força-tarefa" "Strike force"                                 | T.J. Scott                                 | Danny Cannon                               | 12 de outubro de 2015 19 de outubro de 2015   | 4.17                                       |
| Nathaniel Barnes (Michael Chiklis), o novo capitão do GCPD "(Departamento de polícia de Gotham City)", chega com o objetivo de limpar o Departamento de Polícia e a cidade da corrupção. Com a ajuda de Gordon (Ben McKenzie) que está agora em segundo-no-comando, Barnes recruta vários aspirantes de policiais treinados na Academia de Polícia para que possa montar uma Força-Tarefa para ajudar a cumprir seu objetivo. Com o prefeito Aubrey James (Richard Kind) ainda desaparecido e o vice-prefeito Harrison Kane (Norm Lewis) morto, a Conselheira Janice Caulfield (Saundra Santiago) e Randall Hobbs (Michael Mulheren) resolvem concorrer nas eleições para a prefeitura de Gotham. Theo Galavan (James Frain) sequestra a mãe de Pinguim (Robin Lord Taylor) e chantageia Pinguim para assassinar todos os candidatos para que Theo possa concorrer sem oponentes. Após Pinguim matar Janice, Randall escapa de Victor Zsasz (Anthony Carrigan) com a ajuda da Força-Tarefa do GCPD "(Departamento de polícia de Gotham City)". Quando Selina (Camren Bicondova) procura por Bruce (David Mazouz) na escola, ela é alertada por Alfred (Sean Pertwee) para ficar longe de Bruce depois que ela matou Reggie Payne (David O'Hara). Logo após, Bruce se encontra com Theo para agradecer por salvar sua vida. Durante o encontro, Bruce conhece a sobrinha de Theo, Silver St. Cloud (Natalie Alyn Lind) e Theo fala a Bruce que Silver vai a mesma escola que ele. Após concordar em ir a um encontro com Nygma (Cory Michael Smith), Kristen Kringle (Chelsea Spack) e Nygma tem um encontro romântico. Pinguim faz com que Butch Gilzean (Drew Powell) procure a localização de sua mãe e o capitão Nathaniel Barnes informa a Força-Tarefa que Pinguim é seu novo alvo. |                                            |                                                               |                                            |                                            |                                               |                                            |
| 27 | 5                                          | "Escarificação" "Scarification"                               | Bill Eagles                                | Jordan Harper                              | 19 de outubro de 2015 26 de outubro de 2015   | 4.19                                       |
| Theo Galavan (James Frain) sequestra Sid Bunderslaw (Michael Potts) e tira um dos olhos dele para ganha acesso a um cofre em um dos prédios da Wayne Indústrias. Com a ajuda de Selina (Camren Bicondova), Pinguim (Robin Lord Taylor) e Gilzean (Drew Powell) contratam uma família de incendiários, os irmãos Pike, para garantir que o objetivo de Galavan fosse cumprido. Após mais uma batida da força-tarefa do GCPD "(Departamento de polícia de Gotham City) nos negócios ilegais de Pinguim, Gordon (Ben McKenzie) mata o irmão mais novo dos Pike os forçando a usar sua meia-irmã, Bridgit Pike (Michelle Veintimilla), para entrar no prédio da Wayne Indústrias para roubar uma antiga faca que pertence a família Wayne. Galavan pede a Gordon para apoiar sua campanha a prefeito, mas Gordon recusa. Pinguim descobre a história por trás da faca: no século XIX, a faca fora usada por Jonathan Wayne (Brian S. Carpenter), ancestral de Bruce (David Mazouz), para punir Caleb Dumas (Bryan Howard Conner) por assédio sexual a Celestine Wayne (Sophie Lee Morris), irmã de Jonathan, porém a acusação de Celestine era falsa. Após os Wayne apagarem o sobrenome Dumas da história, o membro sobrevivente foi exilado como punição. Eles mudaram seu sobrenome para Galavan, levando seus descendentes, Theo Galavan e Tabitha (Jessica Lucas), a procurar por vingança sobre os Wayne matando seu último descendente, Bruce. Pinguim planeja usar essa informação para chantagear Galavan para libertar sua mãe. Durante mais um assalto, os irmãos Pike abandonam Bridgit, logo após que Gordon e Bullock (Donal Logue) tentam parar os Pike e ela é obrigada a fugir com a ajuda de Selina, acidentalmente matando um membro da força-tarefa. Desesperado, Gordon aceita apoiar Galavan se ele ajudar o GCPD "(Departamento de polícia de Gotham City) a limpar Gotham. Galavan recebe a visita do Padre Creel (Ron Rifkin) que afirma que a vingança contra os Wayne está próxima e que Bruce vai morrer. |                                            |                                                               |                                            |                                            |                                               |                                            |
| 28 | 6                                          | "Pelo fogo" "By fire"                                         | T.J. Scott                                 | Rebecca Perry Cutter                       | 26 de outubro de 2015 9 de novembro de 2015   | 4.32                                       |
| Após se afastar dos irmão Pike com a ajuda de Selina (Camren Bicondova), Bridgit (Michelle Veintimilla) é sequestrada pelos irmãos abusivos após tentar sair de Gotham. Bridgit mata os irmãos Pike, começando uma onda de crimes. Após uma visita ao esconderijo de Selina, Gordon (Ben McKenzie) e Bullock (Donal Logue) chegam no apartamento dos irmãos Pike onde os encontram mortos. Theo Galavan (James Frain) continua a atrair Bruce (David Mazouz), desta vez oferecendo ajuda para limpar a corrupção na Wayne Indústrias. Gilzean (Drew Powell) descobre a localização da mãe do Pinguim (Robin Lord Taylor) que arma um resgate. Bridgit é pega pela força-tarefa do GCPD "(Departamento de polícia de Gotham City)", mas ela perde o controle do lança-chamas e pega fogo. Oficialmente, ela é dada como morta, para a tristeza de Selina. Enquanto isso, Kristen Kringle (Chelsea Spack) descobre que Nygma (Cory Michael Smith) matou o Oficial Dougherty (Zachary Spicer). Numa tentativa de manter Kristen quieta, Nygma, acidentalmente, estrangula ela, a matando. Enquanto isso, Bridgit está viva, mas seu corpo inteiro está queimado. Ela é levada ao Indian Hill onde, em uma divisão subterrânea da Wayne Indústrias, eles secretamente realizam experiências desumanas em seres super-poderosos. Os funcionários afirmam que a roupa que ela estava usando derreteu nela a deixando a prova de fogo. |                                            |                                                               |                                            |                                            |                                               |                                            |
| 29 | 7                                          | "O monstrinho da mamãe" "Mommy's little monster"              | Kenneth Fink                               | Robert Hull                                | 2 de novembro de 2015 16 de novembro de 2015  | 4.27                                       |
| Butch Gilzean leva Cobblepot para o local de sua mãe, onde Theo Galavan e Tabitha Galavan estão esperando. Agora curado de sua programação, Gilzean trai Cobblepot e Tabitha Galavan mata sua mãe (que embora ciente das atividades de seu filho ainda afirma que ele é um bom menino), embora Cobblepot consegue escapar, prometendo matar Theo em vingança. Galavan, agora prefeito, convence o GCPD e ao público que Cobblepot agrediu e Galavan tem Harvey Dent para obter um mandado de prisão contra Cobblepot. Gordon começa a suspeitar que Galavan está moldando Cobblepot e rastreia Butch Gilzean. Em um interrogatório, Gilzean revela que Theo foi chantageando Cobblepot e que ele assassinou a mãe de Cobblepot. Mais tarde naquela noite, Theo assiste sua celebração de vitória na qual o GCPD são secretamente estacionados, pronto para capturar Cobblepot se ele chega. Cobblepot e seus capangas aparecer, mas Cobblepot é rapidamente emboscado por Gordon. Theo tenta convencer Gordon a atirar Cobblepot, mas Cobblepot escapa. Gordon informa Theo que ele está determinado a expor sua corrupção. Em outros lugares, Tabitha mata um membro da força de ataque GCPD. Após a morte de Kristen Kringle, o estado mental de Charada piora à medida que a sua dupla personalidade tenta convencê-lo de que ele gosta de ficar longe de homicídio. Ambas personalidades do Nygma em seguida, mesclar. |                                            |                                                               |                                            |                                            |                                               |                                            |
| 30 | 8                                          | "Hoje é a noite" "Tonight's the night"                        | Jeffrey Hunt                               | Jim Barnes                                 | 9 de novembro de 2015 23 de novembro de 2015  | 4.11                                       |
| Theo Galavan dá permissão a Barbara para matar Gordon e também oferece a Bruce uma proposição: Bruce vende a sua posição de controle na Wayne Enterprises para Theo e, em troca, Theo dá Bruce as informações sobre o assassino de seu pai e os culpados responsáveis. Barbara anda dentro do GCPD e Gordon sugere que ele arriscar-se para encontrar mais informações sobre Galavan. Enquanto em rota para um local desconhecido em instruções de Barbara, a viatura é assaltada por Tabitha e sua tripulação. Gordon acorda na catedral de Gotham, onde ele e Barbara estavam indo para ter seu casamento antes de seu break-up. A Força Tarefa descobre a localização de Gordon, graças à ajuda de Bullock. Enquanto a Força Tarefa envolve a equipe de Tabitha e resgata Leslie (que de alguma forma foi sequestrado por Tabitha), Gordon luta brevemente com Barbara, levando Barbara a ficar pendurada fora da igreja e cair, resultando em ferimentos graves. Na sequência de informações obtidas por Barbara, salvamento GCPD Aubrey James de seu sequestro. Bruce se recusa a proposição de Theo assim como Gordon chega e prende Theo, que destrói as evidências sobre o assassino do Waynes. Enquanto isso, ao tentar enterrar Kristen Kringle, Nygma descobre um ferido e exausto Penguin, que pede Nygma para obter ajuda. |                                            |                                                               |                                            |                                            |                                               |                                            |
| 31 | 9                                          | "Uma pílula amarga para engolir" "A bitter pill to swallow"   | Louis Shaw Milito                          | Megan Mostyn-Brown                         | 16 de novembro de 2015 30 de novembro de 2015 | 4.35                                       |
| Tabitha vai para uma agência assassino subterrâneo e paga para ter James Gordon assassinado. Bruce tenta obter informações sobre assassino de seus pais de prata, mas é interrompido por Alfred, que ordena prata para ficar longe de Bruce. Quando Bruce tenta fugir, ele é parado por Selina, que afirma que ela tem provas de que prata não é quem ela diz ser. Gordon e Barnes investigar condomínio de Theo para as provas. Os assassinos chegar; Gordon e Barnes conseguem afastá-los, mas Barnes está gravemente ferido. reforços policiais chegam, mas são eliminados por um outro assassino contratado chamado Eduardo Flamingo (Raúl Castillo). Depois de chegar perto de matá-lo, Gordon prende Flamingo, mas, antes de ser colocado em sua cela, Flamingo mata outro oficial. Enquanto isso, Charada convence Oswald Cobblepot para seguir em frente a partir da morte de sua mãe e ambos eles matar um dos capangas sequestrados de Theo em celebração. A Ordem de São Dumas chega a Gotham City. |                                            |                                                               |                                            |                                            |                                               |                                            |
| 32 | 10                                         | "O filho de Gotham" "The son of Gotham"                       | Rob Bailey                                 | John Stephens                              | 23 de novembro de 2015 7 de dezembro de 2015  | 4.00                                       |
| Bruce e Silver são sequestrados por Tom"The Knife"(Tommy Flanagan). Ele manipula Silver que aparentemente revela o nome do assassino dos pais de Bruce depois de ser pago por Bruce e Selina. Ela diz que o nome do assassino é"M. Malone", mas depois afirma que ela mentiu. Galavan é liberado após mentiras prefeito James, afirmando que Galavan não seqüestrá-lo, enquadrando Pinguim vez. Gordon é capturado por Theo, que revela a história de sua família para Gordon, mas Gordon é resgatado por Cobblepot e Gabe. Alfred cresce suspeito do paradeiro de Bruce e procura residência de Theo, onde ele está ferido em uma briga com Tabitha, que ele escapa por pouco. Quando Leslie percebe a ausência de Kristen Kringle, Nygma é forçado a mentir para ela, alegando que Kringle deixou a cidade com a Officer Dougherty. Theo invade Wayne Manor e sequestra Bruce, como parte da Ordem do plano de St. Dumas"para"limpar"Gotham. |                                            |                                                               |                                            |                                            |                                               |                                            |
| 33 | 11                                         | "Pior que um crime" "Worse than a crime"                      | Jeffrey Hunt                               | Bruno Heller                               | 30 de novembro de 2015 14 de dezembro de 2015 | 4.51                                       |
| James Gordon acorda na casa de Nygma só para aprender com Oswald Cobblepot que ele é agora um fugitivo da lei por agredir Theo Galavan e nunca voltar para o GCPD apesar de uma prisão documentados. Gordon e Cobblepot começar a fazer planos para invadir a residência de Theo e salvar Bruce Wayne. Depois de ser interrogado pela Barnes sobre o paradeiro de Gordon, Leslie secretamente aprende da localização de Gordon a partir Nygma. Depois de encontrar Gordon, Leslie tenta convencê-lo a se entregar à GCPD, informando-lhe que ela está grávida. Nygma informa Alfred, Bullock e Lucius Fox de localização de Gordon. Gordon, Bullock, Alfred, Selina Kyle, Cobblepot e sua gangue todos chegam na residência de Galavan assim como a Ordem de São Dumas está prestes a matar Bruce. Durante um confronto entre a Ordem e a gangue de Cobblepot em que a Ordem é derrotado, Theo, Tabitha e prata St. Cloud começar a fazer a sua fuga. Depois de ter sido intimidado por Theo, Tabitha e fuga de prata, mas deixar Theo trás. Cobblepot convence Gordon que Theo não pode ser condenado e os dois tomar Theo para as docas e matá-lo. Mais tarde, Gordon encontra Leslie e propõe a ela. O corpo de Theo é descoberto por Wayne Enterprises, que levam o cadáver de Indian Hill, onde Jerome Valeska e corpos de Fish Mooney também estão sendo mantidos. Os cientistas afirmam que o corpo de Theo é para ser experimentado em pelo professor Hugo Strange. |                                            |                                                               |                                            |                                            |                                               |                                            |
| "Ira dos vilões" Wrath of the villains |                                            |                                                               |                                            |                                            |                                               |                                            |
| 34 | 12                                         | "Senhor Frio" Mr. Freeze"                                     | Nick Copus                                 | Ken Woodruff                               | 29 de fevereiro de 2016 14 de março de 2016   | 4.12                                       |
| Vários meses após a morte de Theo Galavan, Gordon é chamado para interrogatório e Cobblepot é preso. Gordon e Cobblepot mentir para a polícia, afirmando que Cobblepot assassinado Galavan e Gordon não estava envolvido. Gordon é reintegrado no GCPD, enquanto Cobblepot falsamente justifica suas ações como o resultado de doença mental. Cobblepot é enviado para Arkham Asylum, onde ele se torna um paciente de Hugo Strange (B. D. Wong), o Chefe de Psiquiatria. Butch Gilzean assume império criminoso do Cobblepot. Gordon e Bullock começar a investigar um sequestro e assassinato farra, sem saber que um cientista chamado Fries Victor (Nathan Darrow) é o culpado. Fries tem feito experiências sobre o congelamento e re-animar os seres humanos de forma que ele pode congelar o seu doente terminal esposa Nora (Kristen Hager) até que ele possa encontrar uma cura para sua doença. Quando a polícia como alvo Fries como um suspeito, eles descobrem que seu laboratório enquanto ele está afastado e prender sua esposa. Depois de aprender a prisão, Fries Victor tenta se entregar antes de finalmente descobrir qual dos seus soros com êxito pode reanimar um ser humano. Professor Estranho aprende das experiências e começa a fazer planos para recrutar Fries para Indian Hill. |                                            |                                                               |                                            |                                            |                                               |                                            |
| 35 | 13                                         | "Homem morto não sente frio" "A dead man feels no cold"       | Eagle Egilsson                             | Seth Boston                                | 7 de março de 2016 21 de março de 2016        | 4.54                                       |
| Em Arkham Asylum, Professor estranho começa a supervisionar tratamentos intensivos destinadas a reduzir tendências agressivas de Oswald Cobblepot. Ao saber que Nora está sendo enviado para a ala médica em Arkham Asylum, Victor Fries constrói uma armadura. Fries chega ao asilo e, depois de lutar pela segurança e pela polícia, consegue escapar com Nora. Em outra parte, Bruce Wayne investiga uma vantagem, acreditando que ele descobriu que o homem que matou seus pais é Patrick"Jogos"Malone. James Gordon deduz que Victor Fries voltará ao seu laboratório em casa, a fim de congelar Nora. No laboratório, Nora se culpa pelas pessoas que Victor matou. Fries tenta congelar Nora, sem saber que Nora trocou as fórmulas quando ele não estava olhando. Nora morre como resultado. Atormentado pela morte de Nora, Fries tenta cometer suicídio, congelando-se. Fries é pronunciado publicamente morto, apesar de ter sobrevivido ao processo. Fries acorda em Indian Hill e fica sabendo que ele não pode mais sobreviver fora de temperaturas abaixo de zero. Fries atende Professor estranho, que lhe oferece uma aliança como um colega cientista. Fries afirma que desejava ter morrido com Nora, mas Strange assegura Fries que este poderia ser um novo começo para ele. |                                            |                                                               |                                            |                                            |                                               |                                            |
| 36 | 14                                         | "Esta bola de lama e maldade" "This ball of mud and meanness" | John Behring                               | Jordan Harper                              | 14 de março de 2016 28 de março de 2016       | 4.01                                       |
| Bruce recebe uma arma de Selina e vai à caça de Patrick Malone com Alfred. Para obter as informações, Alfred é forçado a lutar em um clube da luta subterrânea, que acaba em Alfred sendo Hospitalizado. Depois, Bruce continua a própria caça, e Alfred contata Gordon e Bullock para que eles possam salvar Bruce de ser morto. Bruce localiza Malone, que mais tarde, aparentemente confirma que ele é responsável pelo assassinato dos Wayne. Ele pede Bruce para matá-lo, mas Bruce retém no último momento e deixa a arma para trás, levando a Malone cometer suicídio. Mais tarde, na caverna, Alfred lê a carta de Bruce sobre ele ie morar nas ruas com Selina para aprender a combater o crime. Enquanto isso, Leslie pede Gordon para investigar o desaparecimento repentino de Kristen Kringle. Quando Nygma é informado, ele jura sob sua respiração que ele vai ser mais esperto Gordon. Depois de suceder mais alguns testes em Cobblepot, Hugo Strange declara-o são e o libera de Arkham, afirmando que ainda tem planos para ele. |                                            |                                                               |                                            |                                            |                                               |                                            |
| 37 | 15                                         | "Louco amanhecer cinzento" "Mad grey dawn"                    | Nick Copus                                 | Robert Hull                                | 21 de março de 2016 4 de abril de 2016        | 3.89                                       |
| Ao ser libertado de Arkham Asylum, quando sua natureza violenta é curada, Oswald Cobblepot visita o túmulo de sua mãe falecida. Lá, ele cruza o caminho de Elias Van Dahl (Paul Reubens). Depois de informar Dahl que ele é o filho de Gertrude Kapelput, Dahl revela que ele é o pai de Cobblepot. Dahl teve um caso com décadas Gertrudes no passado, mas os dois foram separados pela desaprovação da família de Dahl. Dahl acolhe Cobblepot em sua família. Achando que Gordon suspeita dele ter matado Kristen Kringle, Edward se disfarça e começa uma série de crimes que envolvem quebra-cabeças. Como Gordon começa resolver estes crimes, Nygma mata um membro da força de ataque GCPD, informa o GCPD que Gordon matou Galavan fingindo ser dito oficial, e enquadra Gordon para o assassinato. Acreditando Gordon assassinou o oficial, o GCPD prende Gordon. Depois de um julgamento, Gordon é considerado culpado e condenado a Blackgate. Selina Kyle ensina Bruce Wayne como sobreviver nas ruas e eles acabam roubando o dinheiro do sobrinho de Butch Gilzean, com Bruce levando uma surra enorme do sobrinho no processo. Barbara Kean acorda de seu estado catatônico em Arkham Asylum. |                                            |                                                               |                                            |                                            |                                               |                                            |
| 38 | 16                                         | "Prisioneiros" "Prisoners"                                    | Scott White                                | Danny Cannon                               | 28 de março de 2016 11 de abril de 2016       | 3.82                                       |
| Gordon está ajustando à vida na Blackgate. Warden Carlson Grey (Ned Bellamy) comunica a Gordon que ele será transferido para uma nova seção, chamada de"Fim do Mundo", onde ficam os criminosos que Gordon prendeu, que faz parte do plano de Grey para matar Gordon. Ele está constantemente sendo ajudado pelo guarda Wilson Bishop (Marc Damon Johnson). Gordon recebe a visit de Bullock, que informa que Lee perdeu o bebê. Mais tarde, ele se defende dos ataques do presidiário Peter"Puck"Davies (Peter Mark Kendall), mas é enviado para a enfermaria. Em uma tentativa de salvar Gordon, Bullock se reúne com Falcone. A morte de Gordon é encenada com sucesso, e ele e Puck fogem. Puck morre devido aos seus ferimentos, enquanto Bullock oferece a Gordon uma casa segura para que ele possa limpar seu nome e encontrar Lee. Enquanto isso, Cobblepot revela Dahl sobre suas atividades criminosas, para os quais Dahl o perdoa. Dahl é informado pelo médico que o seu defeito cardíaco está aumentando e que ele tem pouco tempo de vida. Supondo que Cobblepot poderia receber o que eles consideram ser a"sua"herança, Graça e seus filhos Sasha e Charles envenenam a bebida de Cobblepot. No entanto, é Dahl quem bebe e acaba morrendo envenenado. |                                            |                                                               |                                            |                                            |                                               |                                            |
| 39 | 17                                         | "Dentro da Floresta" "Into the Woods"                         | Oz Scott                                   | Rebeca Perry Cutter                        | 11 de abril de 2016 25 de abril de 2016       | 3.71                                       |
| James Gordon continua a fugir da lei, enquanto tenta limpar seu nome. Quando Gordon secretamente pede ajuda a Charada, ele rapidamente deduz que foi Nygma quem armou pra ele, devido ao comportamento suspeito de Nygma. Nygma da um choque em Gordon, que o leva a inconsciência, mas Gordon acorda quando Nygma está se preparando para matá-lo. Gordon pede a Harvey Bullock e Selina Kyle que informe ao GCPD. Gordon segue Nygma até a floresta, onde ele vai destruir provas do corpo de Kristen Kringle. Nygma admite que ele armou contra Gordon. Com o GCPD escultando a conversa, eles prendem Nygma antes que ele consiga matar Gordon. Nygma é colocado em Arkham Asylum. Nathaniel Barnes oferece Gordon seu emprego de volta, mas Gordon rejeita, pois ele tem outros assuntos a tratar. Barbara Kean é liberada de Arkham Asylum depois que ela deixa de mostrar qualquer sinal de doença mental. Após a morte de seu pai, Cobblepot é intimidado por sua segunda família. No entanto, quando ele descobre evidências de que eles mataram seu pai, seu antigo eu retorna e ele mata sua segunda família. |                                            |                                                               |                                            |                                            |                                               |                                            |
| 40 | 18                                         | "Pinewood" "Pinewood"                                         | John Stephens                              | Robert Hull & Megan Mostyn-Brown           | 18 de abril de 2016 2 de maio de 2016         | 3.72                                       |
| Bruce Wayne, Lucius Fox e Alfred Pennyworth pesquisam os arquivos secretos do computador recém-fixo de Thomas Wayne, com o objetivo de encontrar uma pista sobre a morte dos Wayne. Barbara Kean rastreia James Gordon. Alegando estar curada de sua insanidade, ela tenta se reconciliar com Gordon, mas sem sucesso. Gordon descobre que a pessoa que contratou Patrick Malone para matar Thomas e Martha Wayne é conhecido como"o Filósofo". Bruce e Alfred rastreiam uma ligação do computador de Thomas Wayne e encontram Karen Jennings, uma ex-presidiária da Blackgate que foi feita de cobaia pelo Filósofo, através da Wayne Enterprises. Ela se oferece para identificar o filósofo, mas o Filósofo envia Victor Fries para matá-la. Após a morte de Jennings, Lucius Fox faz mais investigação e descobre que Hugo Strange é o Filósofo. Depois de muitas tentativas falhas, Strange finalmente consegue ressuscitar alguém dentre os mortos: Theo Galavan. |                                            |                                                               |                                            |                                            |                                               |                                            |
| 41 | 19                                         | "Azrael" "Azrael"                                             | Larysa Kondracki                           | Jim Barnes & Ken Woodruff                  | 2 de maio de 2016 16 de maio de 2016          | 3.59                                       |
| Gordon e Bruce questionam o Professor Strange sobre o Projeto Chimera, que mais tarde, envia Theo Galavan, agora sob o nome de Azrael, para matar Gordon. Enquanto em Arkham Asylum, Gordon esbarra em Charada na sala de jogos. Nygma ouve Strange e Peabody reclamando sobre a interferência de Gordon. Nygma sugere que ele pode ajudá-los a matar Gordon, mas Strange se recusa a sua sugestão. Bruce é avisado por Bullock e Gordon que não há provas suficientes para prender Hugo Strange. Azrael recebe algumas memórias de volta depois de olhar alguns cartazes da eleição de Galavan. Depois disso, Gordon foi preso por Nathaniel Barnes, as luzes piscam, e Azrael mostra-se, matando um pequeno grupo de oficiais. Azrael tenta matar Gordon, mas não tem sucesso. Barnes e Gordon fogem para uma varanda, onde Barnes luta com Azrael. Durante a luta, Barnes quebra a espada e derruba a máscara, percebendo a identidade de Azrael. No final, Barnes é atingido e acaba sendo hospitalizado e Gordon deixa o GCPD, sendo observado de longe por Azrael que está em uma ponte. |                                            |                                                               |                                            |                                            |                                               |                                            |
| 42 | 20                                         | "À Solta" "Unleashed"                                         | Paul Edwards                               | Danny Cannon                               | 9 de maio de 2016 23 de maio de 2016          | 3.67                                       |
| Juntamente com Bullock e uma equipe de policiais, Gordon chega ao Arkham Asylum com um mandado para inspecionar o escritório do Professor Strange. Strange é, infelizmente, mais esperto que eles, pois acaba picotando todos os seus documentos. Nygma, entretanto, fica perturbado em Indian Hill, e percebe que ele precisa escapar. Como o capitão Barnes ainda está no hospital, Harvey Bullock é declarado capitão do GCPD. Bruce decide chamar Selina para encontrar um caminho até Arkham. Selina aceita, e pensa que Bridget ainda está viva em Arkham, mas diz que ela deve ir sozinha. Jim Gordon e Harvey Bullock chegam na mansão de Butch para conversar com Tabitha, ela então afirma que a espada que Azrael tinha usado era falsa e que a verdadeira está localizada no túmulo de seu avô. Mais tarde, eles chegam no cemitério de Gotham, onde encontram a espada. Azrael chega, atinge Tabitha e foge com a espada real. Gordon adverte Alfred através do rádio sobre Galavan, justamente quando Bruce retorna a Mansão Wayne. Gordon chega e atira Azrael várias vezes, até que Cobblepot e Butch chegam. Butch dispara um tiro de RPG, matando Azrael. |                                            |                                                               |                                            |                                            |                                               |                                            |
| 43 | 21                                         | "Uma Legião de Horríveis" "A Legion of Horribles"             | Rob Bailey                                 | Jordan Harper                              | 16 de maio de 2016 30 de maio de 2016         | 3.84                                       |
| Selina implora ser serva de Bridgit, fazendo uso do alter-ego de Bridgit. Bruce está preocupado depois que Selina não consegue se encontrar com ele e descobre sobre sua captura. Enquanto isso, o projeto de Strange continua e ele ressuscita com sucesso Fish Mooney. Bruce acredita que há uma sala secreta em Arkham, onde Strange está fazendo experimentos. Bruce, Gordon e Fox visitam Arkham para executar seu plano, mas seus motivos são revelados e todos os três são capturados. Bruce e Fox são colocados numa câmara e interrogados por Nygma em nome de Strange. Enquanto isso, Gordon é levado para outra sala com Strange e apresenta a Basil, um paciente cuja pele se estende mais do que humanamente possível. Strange o coloca em uma máquina e reproduz o rosto de Gordon no rosto de Basil. |                                            |                                                               |                                            |                                            |                                               |                                            |
| 44 | 22                                         | "Transferência" "Transference"                                | Eagle Egilsson                             | Bruno Heller                               | 23 de maio de 2016 6 de junho de 2016         | 3.62                                       |
| Basil, disfarçado como Gordon, leva o GCPD para fora de Arkham. No porão, Strange se prepara para detonar uma bomba e diz a Sra. Peabody para transferir os pacientes para as outras instalações. Barbara revela que Basil é um sósia, Bruce e Lucius encontram-se no mesmo quarto que Gordon. Mooney ganha o controle de Peabody, mas Strange ajusta a contagem regressiva para a bomba sob as ordens da senhora de cabelo branco. Com a ajuda de Nygma, Gordon e Lucius desarmam a bomba, e Mooney foge em um ônibus. Ela encontra o Pinguim chocado na rua e manda Butch e sua gangue a fugir. No rescaldo, Strange é preso, Gordon sai para encontrar Lee, Bruce diz a Alfred de seus planos para encontrar o conselho secreto que o quer morto, e Bullock é confiado para proteger Gotham. No final, uma velha abre a porta traseira do ônibus abandonado e os monstros de Strange começam a andar por Gotham. Um deles era Jerome Valeska (O Coringa) e outro era um menino que tem uma aparência facial idêntica a Bruce. |                                            |                                                               |                                            |                                            |                                               |                                            |

### 3ª Temporada (2016-2017)
| Nº de ep. (série) | Nº de ep. (temp.)       | Título                                                                       | Direção                         | Roteiro                         | Exibição original Exibição nacional | Audiência nos E.U.A. (Em milhões) |
| "Cidade Louca" Mad City | "Cidade Louca" Mad City | "Cidade Louca" Mad City                                                      | "Cidade Louca" Mad City         | "Cidade Louca" Mad City         | "Cidade Louca" Mad City             | "Cidade Louca" Mad City           |
| --- | ----------------------- | ---------------------------------------------------------------------------- | ------------------------------- | ------------------------------- | ----------------------------------- | --------------------------------- |
| 45 | 1                       | "Melhor Reinar no Inferno..." "Better to Reign in Hell..."                   | Danny Cannon                    | John Stephes                    | 19 de setembro de 2015              | 3.90                              |
| Seis meses após a última aparição de Fish Mooney, Lee está com um novo homem em sua vida e Gordon tornou-se um caçador de recompensas rastreando os fugitivos de Indian Hill. Pinguim coloca uma recompensa de US $ 1.000.000 para quem pegar Fish, viva ou morta. Ele visita Nygma e sente que o Fish tem um motivo. Enquanto isso, misteriosa o doppelgänger de Bruce está à espreita em torno de Gotham City e descobre a identidade de Bruce, Ivy confunde ele com Bruce. Gordon, com a ajuda de repórter entusiasmada Valerie Vale rastreia a assistente de Strange, Ethel Peabody, mas ela é capturada e morta por Fish. |                         |                                                                              |                                 |                                 |                                     |                                   |
| 46 | 2                       | "Queime a Bruxa" "Burn the Witch"                                            | Danny Cannon                    | Ken Woodruf                     | 26 de setembro de 2016              | 3.54                              |
| Bruce é levado perante a líder do Tribunal, uma mulher chamada Kathryn, a quem ele reconhece já que ela vai para várias festas dos Wayne. Ele é condenado a cessar as suas investigações sobre eles, Wayne Enterprises, Indian Hill, e as mortes de seus pais, para que protega a vidas das pessoas mais próximas a ele. Ivy se torna uma mulher adulta. Fish captura Bullock e usa seus poderes para fazê-lo levá-la para a instalação secreta onde está Strange. Gordon faz um acordo com Fish para ajudá-la escapar com Strange se ela deixar Harvey vivo. Gordon informa Pinguim de sua rota de fuga. Pinguim prepara para matá-la, mas, quando ela revela que ela deixá-lo viver, porque ele era sua maior criação, ele deixa-la ir. A multidão invade a instalação e mata alguns dos monstros do Fish. Valerie visita Gordon sobre o seu negócio com Fish e eles se beijam. O vlone de Bruce invade Wayne Manor. Enquanto isso, Lee retorna a Gotham. |                         |                                                                              |                                 |                                 |                                     |                                   |
| 47 | 3                       | "Olhe nos Meus Olhos" "Look Into My Eyes"                                    | Rob Bailey                      | Danny Cannon                    | 3 de outubro de 2016                | 3.19                              |
| O hipnotizador Jervis Tetch ( Bento Samuel ) contrata Gordon para encontrar sua irmã Alice ( Naian Gonzalez Norvind ), uma fugitivo de Indian Hill cujo sangue contém um vírus. Barnes oferece seu emprego para Lee de volta para o GCPD. Oswald concorre para prefeito para limpar os corrupto de Gotham; para ajudar com sua campanha, ele faz Nygma ser declarado legalmente sã e sair de Arkham. Gordon entra em uma briga e é costurado pelo novo noivo de Lee, Mario Calvi ( James Carpinello ). Depois Alice diz a Gordon que ela não tem nada a ver com seu irmão. Jerviso hipnotiza Jim fazendo ele quase cometer suicídio. Alice salva Gordon, que a coloca no GCPD. Lee e Mario jantam com o pai de Mario, o ex-Don Carmine Falcone. Bruce abriga o seu"clone", conhecido como"Five"-que demonstra habilidades de luta impressionante e uma impermeabilidade à dor. Mais tarde o clone se faz passar por Bruce e leva Selina para fora na cidade. |                         |                                                                              |                                 |                                 |                                     |                                   |
| 48 | 4                       | "Nascendo Um novo Dia" "New Day Rising"                                      | Rob Bailey                      | Robert                          | 10 de outubro de 2016               | 3.42                              |
| Five dá assistências a Selina em roubar um bar e resgata-la quando ela é capturada, mas ela vê as cicatrizes em seu corpo e identifica-o como um impostor. Five admite que ele queria experimentar uma vida normal através da socialização com alguém, mas Selina tranquiliza e diz que ele é mais normal do que ele pensa, e eles se beijam. Tetch hipnotiza os irmãos Tweedle para ajudá-lo invadir o GCPD e sequestrar Alice, mas Gordon e Bullock localizam ele. Gordon encontra-se ainda sob a influência da hipnose suicida de Tetch; percebendo seus impulsos suicidas são conectados a seus problemas com Lee, Gordon supera e quebra o feitiço. Alice cai e é empalada em um tubo, deixando Tetch agoniado, ele escapa. Ao investigar a cena do crime, Barnes torna-se infectado pelo sangue do gotejamento de Alice. Cobblepot suborna funcionários da campanha para comprar a eleição, mas Nygma leva o dinheiro de volta; ao choque de Cobblepot, ele ganha a eleição de qualquer maneira, e percebe que Nygma queria mostrar-lhe que as pessoas realmente querem ele como prefeito. Five despede-se de Bruce e tenta deixar Gotham, mas é raptado pelo Tribunal. |                         |                                                                              |                                 |                                 |                                     |                                   |
| 49 | 5                       | "Qualquer Coisa por Você" "Anything for You"                                 | TJ Scott                        | Denise Thé                      | 17 de outubro de 2016               | 3.32                              |
| Cobblepot como prefeito começa bem, mas uma nova Gangue do Capuz Vermelho aparece e desafia abertamente sua autoridade. Nygma descobre que Butch está por trás da nova gangue como parte de um esquema para tornar-se o braço direito do Cobblepot novamente. Em uma festa de comemoração em honra o prefeito, Nygma manipula Butch em expor-se como o cérebro por trás dos Capuzes Vermelhos, reforçando assim a sua própria posição como amigo e aliado mais confiáveis do Cobblepot. Barnes pede para Lee revelar os testes de sangue de Alice Tetch sem revelar que ele foi exposto a ele. Por sugestão de Gordon, Bruce diz Selina como ele se sente sobre ela, mas ela com desdém diz a ele que ele só se sente assim porque ele nunca namorou ninguém. Bruce reafirma seus sentimentos e Selina beija. Em outros lugares, Jervis Tetch lamenta a morte da irmã, e planeja vingança de sua irmã contra Gordon. |                         |                                                                              |                                 |                                 |                                     |                                   |
| 50 | 6                       | "Siga o Coelho Branco" "Follow the White Rabbit"                             | Nathan Hope                     | Steven Lilien e Bryan Wynbrandt | 24 de outubro de 2016               | 3.48                              |
| Tetch envia um homem vestido de branco (Kieran Mulcare) para atrair Gordon a um telefone tocando. Tetch diz a Gordon ele precisa escolher entre salvar o casal de saltar para a morte, ou salvar um menino que seria atropelado por um motorista hipnotizado. Gordon escolhe para salvar o menino, e assiste com horror o casal cainda para a morte. Mais tarde, ele recebe outra chamada de Tetch, dizendo-lhe para reunir-se em um novo endereço. É revelado que Tetch raptou Valerie e Lee. Depois de falar com Mario, Gordon vai parar no endereço, mas é forçado a sentar-se à mesa para a festa do chá. Após Tetch perguntar a Gordon quem ele deveria matar Gordon diz Lee, mas Tetch atira em Valerie. Gordon e Lee levam Valerie para o hospital. Enquanto isso, Cobblepot percebe que ele está apaixonado por Nygma e tem planos para confessar seus sentimentos para ele, mas Nygma conhece uma mulher chamada Isabella, que lhe faz lembrar de Kristen Kringle. |                         |                                                                              |                                 |                                 |                                     |                                   |
| 51 | 7                       | "Rainha Vermelha" "Red Queen"                                                | Scott White                     | Megan Mostyn-Brown              | 31 de outubro de 2016               | 3.16                              |
| Valerie se recupera, mas termina seu relacionamento com Gordon, sabendo que ele manipulou Tetch para atirar nela, em vez de Lee. Tetch invade o necrotério e drena o sangue do cadáver de Alice. Ele também expõe Gordon a um poderoso alucinógeno chamado de"Rainha Vermelha", causando alucinações intensas que trazem Gordon ao GCPD, uma vida onde ele é casado com Lee e com dois filhos, e um encontro com seu pai falecido que o encoraja a ser um melhor protetor para Gotham. Mario encontra e traz Gordon de volta à consciência. Cobblepot tenta manipular Isabella e Nygma para romper seu relacionamento, mas sem sucesso. Barnes perde o controle e ataca um suspeito enquanto tenta não mata-lo; ele e Bullock descobrem que Tetch está planejando espalhar o vírus em uma festa dos fundadores, porem é preso. Gordon decide honrar seu pai, e volta ao GCPD. |                         |                                                                              |                                 |                                 |                                     |                                   |
| 52 | 8                       | "Pressa Sangrenta" "Blood Rush"                                              | Rob Bailey                      | Tze Chun                        | 7 de novembro de 2016               | 3.52                              |
| Depois de Gordon se junta novamente ao GCPD, Barnes perde o controle e mata um criminoso em vez de prendê-lo. Mais tarde, ele visita Jervis Tetch no Asilo Arkham, exigindo saber se o vírus tem cura, mas Tetch diz que é apenas uma questão de tempo antes que ele leva-lo. Barnes começa ouvir vozes, desejando matar mais criminosos. Lee e Mario têm uma festa de noivado, onde Barnes faz planos para afasta-lo do GCPD. No entanto, sua psicose se supera quando ele descobre que Dr. Symon, um assassino, que ele prendeu, foi liberado graças a suas conexões poderosas. Perdendo a fé no sistema de justiça de Gotham, Barnes mata Symon e tem planos para assassinar criminosos em uma escala maior. |                         |                                                                              |                                 |                                 |                                     |                                   |
| 53 | 9                       | "O Executor" "The Executioner"                                               | John Behring                    | Ken Woodruff                    | 14 de novembro de 2016              | 3.63                              |
| Impulsionado pelo vírus, Nathaniel Barnes tornou-se um vigilante, assassinando todos os criminosos que cruzam seu caminho. Depois de Gordon suspeitar de Barnes, ele tenta enquadrar Gordon para o assassinato de um criminoso de baixo nível, mas é incapaz de convencer o GCPD. Depois de um confronto, Barnes é preso e mandado para o Asilo Arkham. Depois Cobblepot mata Isabella, e Nygma suspeita de Butch Gilzean. Cobblepot promete ajudar a procurar Butch. Ivy Pepper revela-se a Bruce e Selina em sua nova forma adulta. No entanto, ela é seguida por pessoas que procuram matá-la. Os três escapam, acreditando que estavam sendo caçados por causa de um colar que Ivy roubou. Eles são convencidos de outra forma quando descobrem que o dono original do colar está morto e que o colar contém uma chave. |                         |                                                                              |                                 |                                 |                                     |                                   |
| 54 | 10                      | "Bomba de Tempo" "Time Bomb"                                                 | Hanelle M. Culpepper            | Robert Hull                     | 21 de novembro de 2016              | 3.44                              |
| Bruce descobre que o grupo que está atrás da chave está querendo a destruição do Tribunal e, portanto, não é seu inimigo. Logo depois, Talon assassina o líder da quadrilha. Quando Mario é alvo de assassinos, Falcone deduz que o Tribunal é responsável e chantageá com êxito para cessar o seu ataque. Nygma rapta e tortura Butch e Tabitha, antes de descobrir que eles não são responsáveis pela morte de Isabella. Mostrando remorso depois de cortar a mão de Tabitha, ele lhes permite ir para o hospital. Depois de investigar o assunto, Barbara percebe que Cobblepot matou Isabella e planeja usar a verdade para transformar Nygma contra ele. Gordon faz um último adeus a Lee antes de seu próximo dia do casamento com Mario. Quando Mario vê Lee com Gordon à distância, ele deixa um ataque de raiva e mostra sintomas do vírus de Alice Tetch. |                         |                                                                              |                                 |                                 |                                     |                                   |
| 55 | 11                      | "Cuidado com o Monstro de Olhos Verdes" "Beware the Green-Eyed Monster"      | Danny Cannon                    | John Stephens                   | 28 de novembro de 2016              | 3.37                              |
| Infectado pelo sangue de Alice Tetch, Mario promete fazer Thompkins odiar Gordon. Para fazer isso, ele orquestrou uma série de eventos que lhe fazem parecer que Gordon está tentando sabotar seu casamento. O plano funciona e, pouco antes do casamento de Mario e Thompkins, Thompkins promete nunca mais ver Gordon. Em sua lua-de-mel, Mario enlouquecido tenta matar Thompkins, mas Gordon chega e atire nele, fazendo Thompinks fica em choque. Barbara informa a Nygma que Cobblepot matou Isabella porque ele está apaixonado por ele. Depois de verificar essas informações, Barbara e Nygma planejam trair Cobblepot e usurpar seu poder na multidão. Quando Bruce e Selina tentam usar sua chave para invadir um cofre, eles são interceptados por Talon. Com a ajuda de Alfred, eles matam Talon como a mãe de Selina que ajuda eles. |                         |                                                                              |                                 |                                 |                                     |                                   |
| 56 | 12                      | "Fantasmas" "Ghosts"                                                         | Eagle Egilsson                  | Danny Cannon                    | 16 de janeiro de 2017               | 3.69                              |
| Na morte de Mario, Falcone manda Zsasz matar Gordon; No entanto, depois de ver o que o vírus fez a Barnes, Lee percebe Gordon pode ter sido justificado e persuade Falcone para cancelar o ataque. Assustado com os avisos fantasmagóricos de seu pai, Cobblepot insultos os cidadãos de Gotham na TV ao vivo e assassinou seu vice-chefe pessoal, sem saber que Nygma estava orquestrando sua espiral descendente. Selina aceita sua mãe Maria (Ivana Miličević) de volta em sua vida, mas depois descobre que Maria deve dinheiro ao criminoso Cole Clemons. Investigando a descoberta de um cadáver reanimado, Gordon e Bullock perseguem o ex-empregado de Indian Hill, Dwight Pollard (David Dastmalchian), enquanto se prepara para ressuscitar outro cadáver: Jerome Valeska. |                         |                                                                              |                                 |                                 |                                     |                                   |
| 57 | 13                      | "Sorria Com Vontade" "Smile Like You Mean It"                                | Steven Lilien & Bryan Wynbrandt | Olantude Osunsanmi              | 23 de janeiro de 2017               | 3.60                              |
| Dwight recupera o corpo de Jerome e tenta trazê-lo de volta à vida, mas após 3 tentativas frustradas arranca seu rosto e assume a liderança dos seguidores de Jerome. Após ser levado para a delegacia Jerome finalmente é reanimado e mantém Lee refém até que vê Dwight na TV e vai recuperar seu rosto. Bullock e Gordon investigam os seguidores de Jerome para saber dos próximos planos de Dwight, durante um interrogatório Lee invade a sala e injeta uma solução no preso que o faz falar tudo sobre os planos de Dwight de invadir a sede do canal 9. Gordon se preocupa com a nova personalidade de Lee, mas ela manda ele nunca mais encostar nela ou dizer à ela o que fazer. Pinguim continua a sua busca pelos sequestradores de Nygma. Dwight é sequestrado por Jerome após a GCPD recuperar a sede do canal 9 e o leva para uma usina onde manda uma mensagem para todas as pessoas de Gotham sobre o seu retorno, instruindo seus seguidores a explodirem e matarem quem quiserem, logo após ele explode uma bomba que estava presa a Dwight causando um apagão em Gotham e gerando caos na cidade.                                                         |                         |                                                                              |                                 |                                 |                                     |                                   |
| 58 | 14                      | "A Nobre Arte De Fazer Inimigos" "The Gentle Art of Making Enemies"          | Seth Boston                     | Louis Shaw Milito               | 30 de janeiro de 2017               | 3.46                              |
| Após Jerome deixar Gotham em estado de caos, a Corte da Coruja considera intervir, mas uma figura misteriosa decide deixar a GCPD resolver a situação. Pinguim encontra Nygma que o deixa amarrado para morrer, mas pouco antes um estranho salva pinguim que logo em seguida é capturado por Butch e Tabitha. Jerome captura Bruce que o convence a matá-lo com uma plateia, ganhando mais tempo para ser salvo, contudo Jerome manda matarem Alfred. Barbara tenta persuadir Pinguim para entregar Nygma, mas este se recusa afirmando que o ama, pouco depois Nygma aparece e revela que foi tudo um plano dele e que Pinguim o frustrou pois provou ser capaz de amar deixando Nygma confuso. Gordon salva Alfred e os dois seguem com Bullock para salvar Bruce. Bruce enfrenta Jerome e quando está prestes a morrer Gordon impede fazendo Jerome fugir, Bruce segue Jerome e os dois lutam até que Bruce vence mas recusa a chance de matá-lo. O clima entre Gordon e Lee permanece tenso. Nygma mata Pinguim e o joga de um pier. O misterioso líder da Corte da Coruja vai falar com Gordon e revela-se Tio de Gordon.                                               |                         |                                                                              |                                 |                                 |                                     |                                   |
| "Os Heróis Emergem" Heroes Rise |                         |                                                                              |                                 |                                 |                                     |                                   |
| 59 | 15                      | "Como o Charada Conseguiu Esse Nome" "How the Riddler Got His Name"          | TJ Scott                        | Megan Mostyn-Brown              | 24 de abril de 2017                 | 2,99                              |
| 60 | 16                      | "Essas Delicadas e Sombrias Obsessões." "These Delicate and Dark Obsessions" | Ben McKenzie                    | Robert Hull                     | 1 de maio de 2017                   | 3,02                              |
| 61 | 17                      | "O Enigma Primordial" "The Primal Riddle"                                    | Maja Vrvilo                     | Steven Lilien & Bryan Wynbrandt | 8 de maio de 2017                   | 3,03                              |
| 62 | 18                      | "Acenda a Mecha" "Light the Wick"                                            | Mark Tonderai                   | Tze Chun                        | 15 de maio de 2017                  | 2,98                              |
| 63 | 19                      | "Todos Serão Julgados" "All Will Be Judged"                                  | John Behring                    | Ken Woodruff                    | 22 de maio de 2017                  | 2,92                              |
| 64 | 20                      | "Máquina Bonita do Ódio" "Pretty Hate Machine"                               | Danny Cannon                    | Steven Lilien & Bryan Wynbrandt | 29 de maio de 2017                  | 3,03                              |
| 65 | 21                      | "Destino Chamando" "Destiny Calling"                                         | Nathan Hope                     | Danny Cannon                    | 5 de junho de 2017                  | 3,17                              |
| 66 | 22                      | "Alma pesada" "Heavy soul"                                                   | Rob Bailey                      | Robert Hull                     | 5 de junho de 2017                  | 3,03                              |

### 4ª Temporada (2017-2018)
| Nº de ep. (série)                       | Nº de ep. (temp.)                       | Título                                                                       | Direção                                 | Roteiro                                 | Exibição original Exibição nacional     | Audiência nos E.U.A. (Em milhões)       |
| "Um Cavaleiro Das Trevas" A Dark Knight | "Um Cavaleiro Das Trevas" A Dark Knight | "Um Cavaleiro Das Trevas" A Dark Knight                                      | "Um Cavaleiro Das Trevas" A Dark Knight | "Um Cavaleiro Das Trevas" A Dark Knight | "Um Cavaleiro Das Trevas" A Dark Knight | "Um Cavaleiro Das Trevas" A Dark Knight |
| --------------------------------------- | --------------------------------------- | ---------------------------------------------------------------------------- | --------------------------------------- | --------------------------------------- | --------------------------------------- | --------------------------------------- |
| 67                                      | 1                                       | "Pax Penguina" "Pax Penguina"                                                | Danny Cannon                            | John Sthepens                           | 21 de Setembro de 2017                  | 3.21                                    |
| 68                                      | 2                                       | "O Ceifador do Medo" "The Fear Reaper"                                       | Louis Shaw Milito                       | Danny Cannon                            | 28 de setembro de 2017                  | 2.87                                    |
| 69                                      | 3                                       | "Aqueles que Escondem as Máscaras" "They Who Hide Behind Masks"              | Mark Tonderai                           | Steven Lilien & Bryan Wynbrandt         | 5 de outubro de 2017                    | 2.92                                    |
| 70                                      | 4                                       | "A Cabeça do Demônio" "The Demon's Head"                                     | Kenneth Fink                            | Ben McKenzie                            | 12 de outubro de 2017                   | 2.75                                    |
| 71                                      | 5                                       | "O Caminho da Lâmina" "The Blade's Path"                                     | Scott White                             | Tze Chun                                | 19 de outubro de 2017                   | TBA                                     |
| 72                                      | 6                                       | "Dia da Tarde do Porco" "Hog Day Afternoon"                                  | Mark Tonderai                           | Kim Newton                              | 26 de outubro de 2017                   | TBA                                     |
| 73                                      | 7                                       | "Um Dia em Narrows" "A Day in the Narrows"                                   | John Behring                            | Peter Blake                             | 2 de novembro de 2017                   | TBA                                     |
| 74                                      | 8                                       | "Pare de Bater em Você Mesmo" "Stop Hitting Yourself"                        | Rob Bailey                              | Charlie Huston                          | 9 de novembro de 2017                   | TBA                                     |
| 75                                      | 9                                       | "Deixe que Eles Comam a Torta" "Let Them Eat Pie"                            | Nathan Hope                             | Iturri Sosa                             | 16 de novembro de 2017                  | 2.62                                    |
| 76                                      | 10                                      | "Coisas que Fazem Boom" "Things That Go Boom"                                | Louis Shaw Milito                       | Steven Lilien & Bryan Wynbrandt         | 30 de novembro de 2017                  | 2.59                                    |
| 77                                      | 11                                      | "Rainha Captura Cavalo" "Queen Takes Knight"                                 | Danny Cannon                            | John Stephens                           | 7 de dezembro de 2017                   | TBA                                     |
| 78                                      | 12                                      | "Pedaços de um Espelho Quebrado" "Pieces of a Broken Mirror"                 | Hanelle M. Culpepper                    | Danny Cannon                            | 1 de março de 2018                      | TBA                                     |
| 79                                      | 13                                      | "Uma Linda Escuridão" "A Beautiful Darkness"                                 | John Stephens                           | Tze Chun                                | 8 de março de 2018                      | TBA                                     |
| 80                                      | 14                                      | "Reunião" "Reunion"                                                          | Annabelle K. Frost                      | Peter Blake                             | 15 de março de 2018                     | TBA                                     |
| 81                                      | 15                                      | "O Navio que Afunda, O Grande Aplauso" "The Sinking Ship The Grand Applause" | Nick Copus                              | Seth Boston                             | 22 de março de 2018                     | TBA                                     |
| 82                                      | 16                                      | "Uma das Minhas Três Sopas" "One of My Three Soups"                          | Ben McKenzie                            | Charlie Huston                          | 29 de março de 2018                     | TBA                                     |
| 83                                      | 17                                      | "Reunião Obrigatória de Brunch" "Mandatory Brunch Meeting"                   | Maja Vrvilo                             | Steven Lilien & Bryan Wynbrandt         | 5 de abril de 2018                      | TBA                                     |
| 84                                      | 18                                      | "Isto é Entretenimento" "That's Entertainment"                               | Nick Copus                              | Danny Cannon                            | 12 de abril de 2018                     | TBA                                     |
| 85                                      | 19                                      | "Para a Nossa Morte e Além" "To Our Deaths and Beyond"                       | Scott White                             | Peter Blake & Iturri Sosa               | 19 de abril de 2018                     | TBA                                     |
| 86                                      | 20                                      | "Aquele Velho Cadáver" "That Old Corpse"                                     | Louis Shaw Milito                       | Charlie Huston                          | 3 de maio de 2018                       | TBA                                     |
| 87                                      | 21                                      | "Um Dia Ruim" "One Bad Day"                                                  | Rob Bailey                              | Tze Chun                                | 10 de maio de 2018                      | TBA                                     |
| 88                                      | 22                                      | "Terra de Ninguém" "No Man's Land"                                           | Nathan Hope                             | John Stephens & Seth Boston             | 17 de maio de 2018                      | TBA                                     |

### 5ª Temporada (2019)
| Nº de ep. (série)                                           | Nº de ep. (temp.)                                           | Título                                                      | Direção                                                     | Roteiro                                                     | Exibição original Exibição nacional                         | Audiência nos E.U.A. (Em milhões)                           |
| "A Lenda do Cavaleiro das Trevas" Legend of The Dark Knight | "A Lenda do Cavaleiro das Trevas" Legend of The Dark Knight | "A Lenda do Cavaleiro das Trevas" Legend of The Dark Knight | "A Lenda do Cavaleiro das Trevas" Legend of The Dark Knight | "A Lenda do Cavaleiro das Trevas" Legend of The Dark Knight | "A Lenda do Cavaleiro das Trevas" Legend of The Dark Knight | "A Lenda do Cavaleiro das Trevas" Legend of The Dark Knight |
| ----------------------------------------------------------- | ----------------------------------------------------------- | ----------------------------------------------------------- | ----------------------------------------------------------- | ----------------------------------------------------------- | ----------------------------------------------------------- | ----------------------------------------------------------- |
| 89                                                          | 1                                                           | "Ano Zero" "Year Zero"                                      | Danny Cannon                                                | John Sthepens                                               | 3 de janeiro de 2019                                        | TBA                                                         |
| 90                                                          | 2                                                           | "Transgressores" "Trespassers"                              | Louis Shaw Milito                                           | Danny Cannon                                                | 10 de janeiro de 2019                                       | TBA                                                         |
| 91                                                          | 3                                                           | "Nosso Herói, Pinguim" "Penguin, Our Hero"                  | Rob Bailey                                                  | Tze Chun                                                    | 17 de janeiro de 2019                                       | TBA                                                         |
| 92                                                          | 4                                                           | "Ruína" "Ruin"                                              | Nathan Hope                                                 | James Stoteraux & Chad Fiveash                              | 24 de janeiro de 2019                                       | TBA                                                         |
| 93                                                          | 5                                                           | "Pena Dura" "Pena Dura"                                     | Mark Tonderai                                               | Iturri Sosa                                                 | 31 de janeiro de 2019                                       | TBA                                                         |
| 94                                                          | 6                                                           | "13 Pontos" "13 Stitches"                                   | Ben McKenzie                                                | Seth Boston                                                 | 14 de fevereiro de 2019                                     | TBA                                                         |
| 95                                                          | 7                                                           | "Químicas Ace" "Ace Chemicals"                              | John Stephens                                               | Tze Chun                                                    | 21 de fevereiro de 2019                                     | TBA                                                         |
| 96                                                          | 8                                                           | "Nada é Chocante" "Nothing's Shocking"                      | Kenneth Fink                                                | Seth Boston                                                 | 28 de fevereiro de 2019                                     | TBA                                                         |
| 97                                                          | 9                                                           | "O Julgamento de Jim Gordon" "The Trial of Jim Gordon"      | Erin Richards                                               | Ben McKenzie                                                | 7 de março de 2019                                          | TBA                                                         |
| 98                                                          | 10                                                          | "Eu Sou Bane" "I Am Bane"                                   | Kenneth Fink                                                | James Stoteraux & Chad Fiveash                              | 21 de março de 2019                                         | TBA                                                         |
| 99                                                          | 11                                                          | "Eles Fizeram o Quê?" "They Did What?"                      | Carol Banker                                                | Tze Chun                                                    | 18 de abril de 2019                                         | TBA                                                         |
| 100                                                         | 12                                                          | "O Início..." "The Beginning..."                            | Rob Bailey                                                  | John Stephens                                               | 25 de abril de 2019                                         | TBA                                                         |